# Énergie au Brésil
Le secteur de l'énergie au Brésil est dominé par le pétrole : 49,7 % de la production d'énergie primaire et 36,6 % de la consommation d'énergie primaire du pays en 2023, mais aussi par la biomasse : 29,0 % de la production et 32,9 % de la consommation, originalité du Brésil qui a été pionnier dans les agrocarburants, en particulier à base de canne à sucre.
Le Brésil était en 2024 le 8e producteur de pétrole avec 4,0 % de la production mondiale, mais ses réserves prouvées, au 15e rang mondial, ne représentent plus que 11 années de production ; il consomme 74 % de sa production. Sa production de gaz naturel (0,6 % de la production mondiale) couvre 73 % de sa consommation ; il importe le reste de Bolivie et des États-Unis.
La production d'agrocarburants du Brésil se classe en 2024 au 2e rang mondial avec 22,3 % de la production mondiale, derrière les États-Unis (37,4 %), et sa production d'électricité à partir de biomasse se classait au 2e rang mondial en 2022 avec 8,6 % de la production mondiale, derrière la Chine et devant les États-Unis.
La consommation d'énergie primaire par habitant du Brésil en 2023 est inférieure de 23 % à la moyenne mondiale et de 54 % à celle de la France.
L'électricité représente 19,4 % de la consommation finale d'énergie en 2022. Le Brésil est le 6e producteur mondial d'électricité en 2024 (2,4 % de la production mondiale) ; il en était également le 5e importateur mondial en 2022, du fait des accords avec le Paraguay sur le partage de la production du barrage d'Itaipu ; il est aussi 5e producteur mondial d'électricité à partir d'énergies renouvelables hors hydro (4,4 % du total mondial), 4e producteur mondial d'électricité éolienne (4,3 %) et 6e producteur mondial d'électricité solaire photovoltaïque (3,4 %). Sa production d'électricité se répartit en 2024 en 10,1 % de combustibles fossiles (gaz naturel 6,5 %, charbon 2,2 %, pétrole 1,4 %), 2,1 % de nucléaire et 87,3 % d'énergies renouvelables (hydroélectricité 55,4 %, éolien 14,6 %, solaire 9,6 %, biomasse 7,8 %).
L'hydroélectricité couvre 10,7 % de la consommation finale d'énergie ; le Brésil est en 2024 le 2e producteur mondial d'hydroélectricité avec 9,3 % de la production mondiale, derrière la Chine (30,4 %) et devant le Canada (7,7 %).
Les émissions de CO2 liées à l'énergie par habitant en 2023 sont inférieures de 55 % à la moyenne mondiale et de 50 % aux émissions de la France, grâce aux parts importantes de l'hydroélectricité et de la biomasse.

## Vue d'ensemble
| Principaux indicateurs de l'énergie au Brésil          | Principaux indicateurs de l'énergie au Brésil | Principaux indicateurs de l'énergie au Brésil | Principaux indicateurs de l'énergie au Brésil | Principaux indicateurs de l'énergie au Brésil | Principaux indicateurs de l'énergie au Brésil | Principaux indicateurs de l'énergie au Brésil |
| ------------------------------------------------------ | --------------------------------------------- | --------------------------------------------- | --------------------------------------------- | --------------------------------------------- | --------------------------------------------- | --------------------------------------------- |
|                                                        | Population                                    | Consom. énergie primaire,                     | Production                                    | Import. nette                                 | Consom. électricité                           | Émissions de GES*                             |
| Année                                                  | Millions                                      | PJ                                            | PJ                                            | PJ                                            | TWh                                           | Mt CO2éq                                      |
| 1990                                                   | 149,4                                         | 5 884                                         | 4 374                                         | 1 643                                         | 217,7                                         | 213                                           |
| 2000                                                   | 175,9                                         | 7 879                                         | 6 208                                         | 1 863                                         | 331,6                                         | 332                                           |
| 2010                                                   | 196,4                                         | 11 200                                        | 10 369                                        | 1 065                                         | 464,6                                         | 429                                           |
| 2011                                                   | 198,2                                         | 11 203                                        | 10 448                                        | 1 219                                         | 480,1                                         | 448                                           |
| 2012                                                   | 200,0                                         | 11 636                                        | 10 508                                        | 1 434                                         | 498,3                                         | 483                                           |
| 2013                                                   | 201,7                                         | 12 181                                        | 10 589                                        | 1 949                                         | 516,2                                         | 514                                           |
| 2014                                                   | 203,5                                         | 12 590                                        | 11 186                                        | 1 816                                         | 538,3                                         | 540                                           |
| 2015                                                   | 205,2                                         | 12 350                                        | 11 638                                        | 1 085                                         | 530,0                                         | 519                                           |
| 2016                                                   | 206,9                                         | 11 859                                        | 11 944                                        | 332                                           | 526,9                                         | 482                                           |
| 2017                                                   | 208,5                                         | 12 109                                        | 12 346                                        | 153                                           | 534,3                                         | 497                                           |
| 2018                                                   | 210,2                                         | 11 953                                        | 12 444                                        | -86                                           | 544,2                                         | 475                                           |
| 2019                                                   | 211,8                                         | 12 176                                        | 13 082                                        | -484                                          | 552,1                                         | 475                                           |
| 2020                                                   | 213,2                                         | 12 020                                        | 13 511                                        | -1 328                                        | 547,7                                         | 454                                           |
| 2021                                                   | 214,3                                         | 12 519                                        | 13 163                                        | -467                                          | 570,8                                         | 507                                           |
| 2022                                                   | 215,3                                         | 12 582                                        | 13 790                                        | -905                                          | 586,3                                         | 483                                           |
| 2023                                                   | 216,4                                         | 13 059                                        | 15 153                                        | -1 772                                        | 615,8                                         | 489                                           |
| variation 1990- 2023                                   | +45 %                                         | +122 %                                        | +246 %                                        | ns                                            | +183 %                                        | +130 %                                        |
| * émissions de gaz à effet de serre liées à l'énergie. |                                               |                                               |                                               |                                               |                                               |                                               |

## Comparaisons internationales
L'Agence internationale de l'énergie et l'Energy Institute classent le Brésil parmi les tout premiers pays du monde pour plusieurs indicateurs :
| Source d'énergie                                                              | indicateur                      | rang | année | quantité | unité   | % monde | commentaires |
| Pétrole brut                                                                  | Production                      | 8e   | 2024  | 182      | Mt      | 4,0 %   | 1er : États-Unis (858 Mt, 18,9 %), 2e : Russie (11,6 %), 3e : Arabie saoudite (11,2 %)                                                               |
| Électricité                                                                   | Production                      | 6e   | 2024  | 745,7    | TWh     | 2,4 %   | 1er : Chine (10 126 TWh, 32,4 %), 2e : États-Unis (14,8 %), 3e : Inde (6,5 %), 4e : Russie (3,9 %), 5e : Japon (3,3 %)                               |
| Électricité                                                                   | Importation nette               | 5e   | 2022  | 12,9     | TWh     | 1,6 %   | 1er : Italie (43,0 TWh), 2e : États-Unis (41,2 TWh)                                                                                                  |
| Production d'électricité par source                                           | Renouvelables hors hydro        | 5e   | 2024  | 238,0    | TWh     | 4,4 %   | 1er : Chine (2 044,6 TWh, 37,8 %), 2e : États-Unis (15,3 %), 3e : Allemagne (4,8 %), 4e : Inde (4,4 %)                                               |
| Hydroélectricité                                                              | Production                      | 2e   | 2024  | 413,2    | TWh     | 9,3 %   | 1er : Chine (1 354,3 TWh, 30,4 %), 3e : Canada (7,7 %), 4e : États-Unis (5,4 %)                                                                      |
| Hydroélectricité                                                              | Puissance installée             | 2e   | 2024  | 109,98   | GW      | 7,6 %   | 1er : Chine (435,95 GW, 30,2 %), 3e : États-Unis (7,1 %), 4e : Canada (5,8 %)                                                                        |
| Hydroélectricité                                                              | % hydro/élec*,                  | 7e   | 2024  | 55,4     | %       |         | 1er : Norvège (88,3 %), 2e : Venezuela (87,4 %), 3e : Laos (75,9 %), 4e : Équateur (65,7 %), 5e : Colombie (56,9 %), 6e : Suisse (55,9 %)            |
| Énergie éolienne                                                              | Production d'électricité        | 4e   | 2024  | 108,5    | TWh     | 4,3 %   | 1er : Chine (997 TWh, 39,7 %), 2e : États-Unis (18,2 %), 3e : Allemagne (5,5 %)                                                                      |
| Énergie éolienne                                                              | Puissance installée             | 5e   | 2024  | 32,96    | GW      | 2,9 %   | 1er : Chine (521,75 GW, 46,0 %), 2e : États-Unis (13,5 %), 3e : Allemagne (6,4 %), 4e : Inde (4,2 %), 6e : Espagne (2,8 %), 7e : Royaume-Uni (2,7 %) |
| Énergie éolienne                                                              | % éolien/élec*,                 | 11e  | 2024  | 14,6     | %       |         | 1er : Danemark (58,0 %), 2e : Royaume-Uni (29,5 %), 3e : Portugal (28,7 %), 4e : Allemagne (27,9 %)                                                  |
| Solaire photovoltaïque                                                        | Production élec.                | 6e   | 2024  | 71,3     | TWh     | 3,4 %   | 1er : Chine (839,9 TWh, 39,7 %), 2e : États-Unis (14,5 %), 3e : Inde (6,5 %), 4e : Japon (4,6 %), 5e : Allemagne (3,5 %)                             |
| Solaire photovoltaïque                                                        | Puissance installée             | 6e   | 2024  | 53,1     | GW      | 2,9 %   | 1er : Chine (887,4 GW, 47,7 %), 2e : États-Unis (9,5 %), 3e : Inde (5,2 %), 4e : Japon (4,9 %), 5e : Allemagne (4,8 %)                               |
| Biomasse                                                                      | Consommation d'énergie primaire | 4e   | 2022  | 3969     | PJ      | 7,3 %   | 1er : Inde (8 802 PJ, 16,2 %), 2e : Chine (9,8 %), 3e : États-Unis (7,9 %)                                                                           |
| Biomasse                                                                      | Production d'électricité        | 2e   | 2022  | 55,0     | TWh     | 8,6 %   | 1er : Chine (181,8 TWh, 28,3 %), 3e : États-Unis (50,4 TWh, 7,9 %)                                                                                   |
| Agrocarburants                                                                | Production                      | 2e   | 2024  | 510      | kblep/j | 22,3 %  | 1er : États-Unis (37,4 %), 3e : Indonésie (8,9 %) |
| Agrocarburants                                                                | Consommation                    | 2e   | 2024  | 434      | kblep/j | 19,9 %  | 1er : États-Unis (38,6 %), 3e : Indonésie (8,3 %) |
| * % hydro/élec : part de l'hydroélectricité dans la production d'électricité. |                                 |      |       |          |         |         | |

## Production d'énergie primaire
Selon l'Agence internationale de l'énergie, le Brésil a produit 15 153 PJ d'énergies primaires en 2023, soit 116 % de sa consommation intérieure.
| Source                                                  | 1990  | %    | 2000  | %    | 2010   | %    | 2020   | %    | 2023   | % 2023 | var. 2023/1990 |
| Charbon                                                 | 81    | 1,9  | 110   | 1,8  | 88     | 0,8  | 87     | 0,6  | 100    | 0,7 %  | +24 %          |
| Pétrole                                                 | 1 399 | 32,0 | 2 737 | 44,1 | 4 595  | 44,3 | 6 538  | 48,4 | 7 528  | 49,7 % | +438 %         |
| Gaz naturel                                             | 143   | 3,3  | 268   | 4,3  | 552    | 5,3  | 904    | 6,7  | 857    | 5,7 %  | +498 %         |
| Ss-total fossiles                                       | 1 623 | 37,1 | 3 116 | 50,2 | 5 235  | 50,5 | 7 529  | 55,7 | 8 486  | 56,0 % | +423 %         |
| Nucléaire                                               | 24    | 0,6  | 66    | 1,1  | 158    | 1,5  | 153    | 1,1  | 158    | 1,0 %  | +548 %         |
| Hydraulique                                             | 744   | 17,0 | 1 096 | 17,7 | 1 452  | 14,0 | 1 427  | 10,6 | 1 534  | 10,1 % | +106 %         |
| Biomasse-déchets                                        | 1 982 | 45,3 | 1 925 | 31,0 | 3 499  | 33,7 | 4 119  | 30,5 | 4 399  | 29,0 % | +122 %         |
| Solaire, éolien                                         | 0     |      | 1     | 0,02 | 23     | 0,2  | 280    | 2,1  | 572    | 3,8 %  | x853           |
| Total EnR                                               | 2 726 | 62,3 | 3 025 | 48,7 | 4 977  | 48,0 | 5 828  | 43,1 | 6 509  | 43,0 % | +139 %         |
| Total                                                   | 4 374 | 100  | 6 208 | 100  | 10 369 | 100  | 13 511 | 100  | 15 153 | 100 %  | +246 %         |
| Source des données : Agence internationale de l'énergie |       |      |       |      |        |      |        |      |        |        |                |

Les conventions adoptées par l'AIE ont pour effet de minimiser la part des énergies renouvelables électriques ; cette part est plus valablement évaluée au niveau de la consommation finale.

### Pétrole

#### Réserves de pétrole

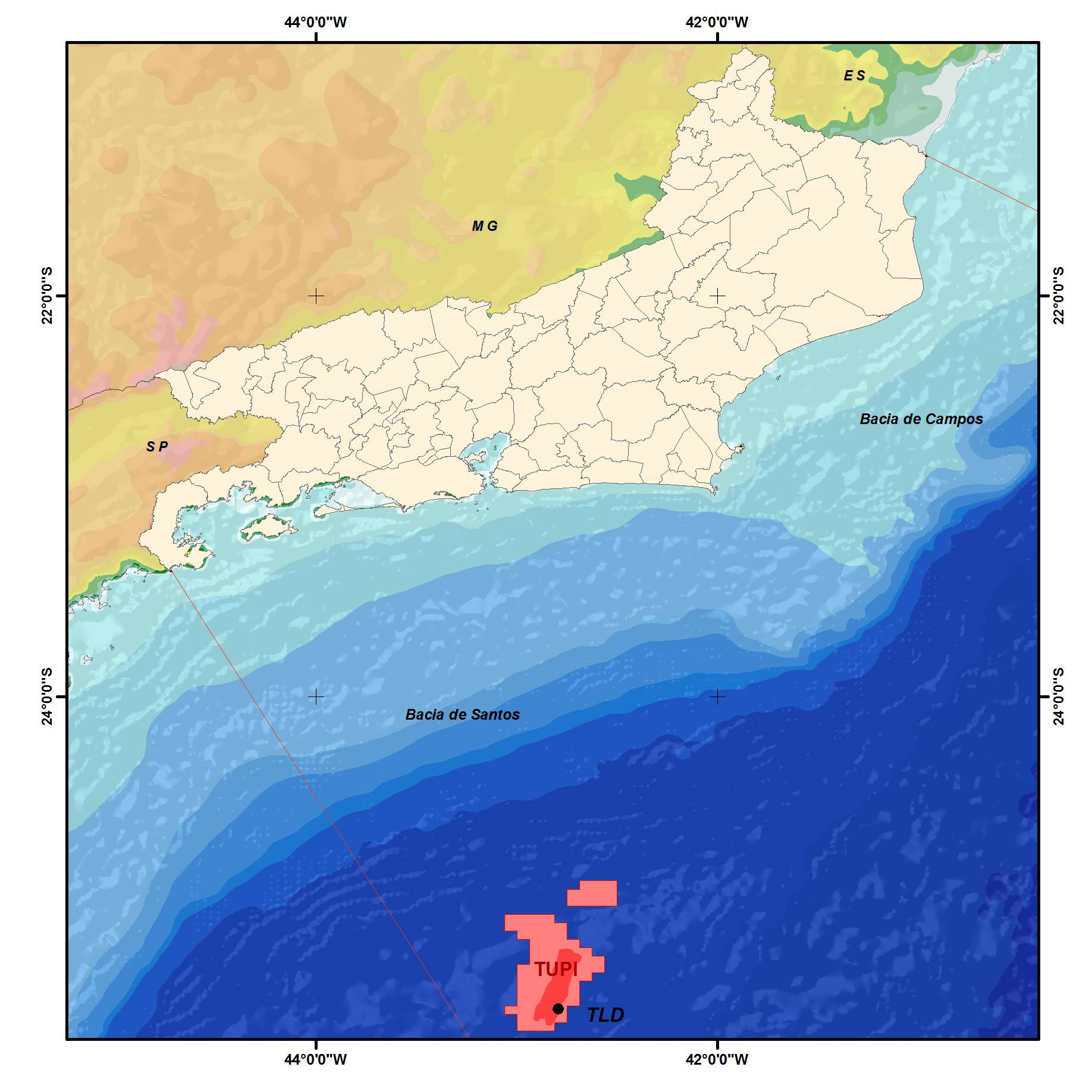
Localisation du gisement de Tupi.

Un pays traditionnellement importateur de pétrole, en passe de devenir exportateur.

Les réserves prouvées de pétrole du Brésil étaient estimées par l'Agence fédérale allemande pour les sciences de la terre et les matières premières (BGR) à 2 021 Mt (millions de tonnes) fin 2022, soit 0,8 % du total mondial, au 15e rang mondial, loin derrière le Vénézuela (18,7 %), l'Arabie saoudite (15,3 %), l'Iran (11,2 %) et le Canada (10,2 %). Elles représentaient 11 années de production au rythme de 2024 : 182 Mt. Elles ont été réévaluées en hausse de 4,3 % depuis 2010. Les ressources supplémentaires non encore prouvées étaient estimées à 15,2 Gt, dont 13 Gt de pétrole conventionnel et 2,2 Gt de pétrole de schiste.
Selon le Oil and Gas Journal (OGJ), le Brésil avait 13 milliards de barils de réserves prouvées de pétrole en janvier 2017, au 2e rang en Amérique du Sud après le Venezuela. Plus de 94 % de ces réserves sont localisées en mer, dont 80 % dans les bassins offshore de Campos et de Santos, au large de l'État de Rio de Janeiro, et 10 % au large de l'État d'Espírito Santo.
Les estimations de l'Agência Nacional do Petróleo, Gás Natural e Biocombustíveis (ANP) sont de 12,6 Mds bl (milliards de barils) de réserves prouvées fin 2016, dont 0,65 Mds bl à terre et 12 Mds bl en mer, au large de l'État de Rio de Janeiro pour l'essentiel (10,4 Mds bl) ; ces réserves étaient estimées à 12,6 Mds bl en 2007 ; elles ont progressé de 28 % jusqu'en 2014, puis ont chuté de 22 % en deux ans.
Le pétrole antésalifère est généralement caractérisé comme des réserves pétrolières situées à des profondeurs exceptionnelles sous d'épaisses couches de roches et de sel, dont l'extraction requiert des investissements substantiels. En 2005, Petrobras a foré des puits d'exploration près du champ de Tupi et a découvert des hydrocarbures sous la couche de sel. En 2007, un consortium formé de Petrobras, BG Group et Petrogal a foré dans le champ de Tupi, découvrant des réserves estimées à 5  à   8 milliards de barils à 18 000 pieds (5 500 mètres) sous la surface de l'océan, sous une épaisse couche de sel. Ensuite, plusieurs découvertes antésalifères furent annoncées dans les bassins de Santos, Campos et Espirito Santo. Des projets pilotes dans les champs Lula et Sapinhoa du bassin de Santos ont commencé à produire en 2009 et 2010 ; tous les champs antésalifères, sauf le gisement de Libra, ont été attribués à Petrobras sans appel d'offres.
La production des gisements antésalifères s'élevait en 2016 à 1,02 Mbl/j (million de barils par jour), en progression de 33 % par rapport à 2015.

#### Production de pétrole

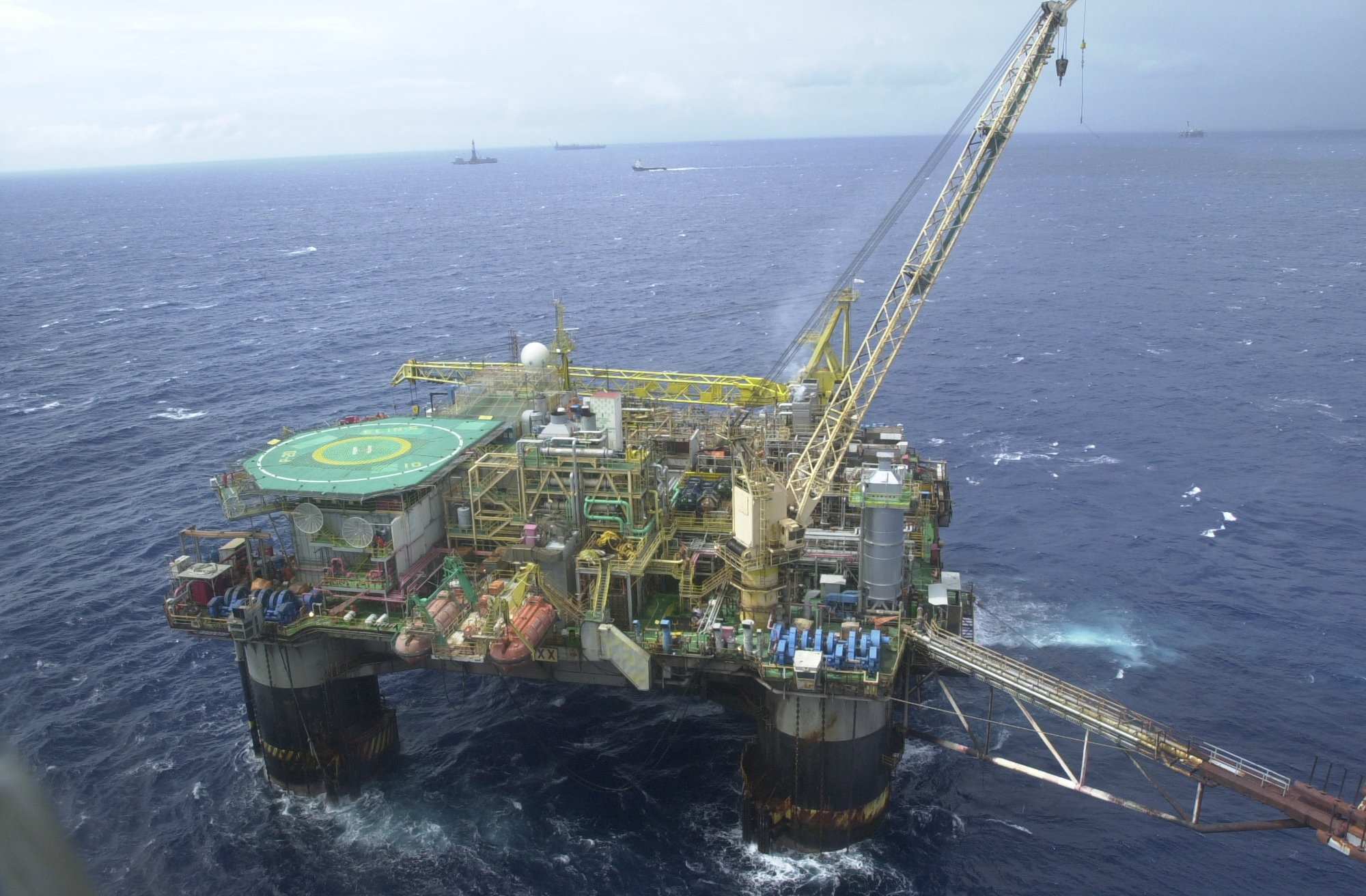
Plate-forme Petrobras (janvier 2009).

L'Energy Institute estime la production de pétrole du Brésil en 2024 à 182 Mt (millions de tonnes), en baisse de 1,1 % en 2024, mais en progression de 49 % depuis 2014. Il se classe au 8e rang mondial avec 4,0 % de la production mondiale.
Selon l'ANP, la production 2016 a été de 918,7 Mbl (millions de barils), en hausse de 3,3 % en un an et de 44 % depuis 2007, dont 54,7 Mbl à terre et 864 Mbl en mer (94 %), dont 614,7 Mbl au large de l'État de Rio de Janeiro ; la production des gisements antésalifères atteint 372,7 Mbl (40,6 %), en forte hausse (+33 % en 2016 après +56 % en 2015).
Selon l'EIA, le Brésil a produit 3,23 Mbl/j de combustibles liquides, contre 3,18 Mbl/j en 2015, dont 2,5 Mbl/j de pétrole brut ; pour la première fois depuis 2009, la production de pétrole a dépassé la consommation en 2016. Selon l'ANP, une part croissante de la production provient des gisements antésalifères, atteignant 47 % en janvier 2017 et franchissant en juillet 2017 la barre des 50 %.
La production de pétrole de schiste a été en 2016 de 1,55 Mt, en recul de 34 % depuis 2007 (2,34 Mt).
Les enchères pétrolières lancées le 7 octobre 2015 ont tourné au fiasco : sur les 266 blocs d’exploration à vendre, seuls 37 ont trouvé preneur, dont 35 sur terre et 2 en mer. Les enchères ont rapporté 31,2 millions de dollars, alors que le gouvernement avait fixé un prix minimum de 250 millions de dollars pour les 266 blocs. Aucune des grandes majors pétrolières n’a toutefois participé : ExxonMobil, Shell et Total, qui avaient été préqualifiées, n'ont pas enchéri ; même Petrobras s'est abstenu ; les enchères ne concernaient pas les gisements présalifères, qui sont les plus prometteurs.

#### Consommation de pétrole
En 2024, le Brésil a consommé 5,1 EJ (exajoules) de pétrole, en baisse de 0,1 % en 2024 et de 8 % depuis 2014. Il se classe au 8e rang mondial avec 2,6 % de la consommation mondiale. Le Brésil consomme 74 % de sa production.

#### Organisation du secteur
Petrobras, entreprise cotée en bourse mais contrôlée par l'État, détient des positions dominantes dans toutes les activités pétrolières du Brésil ; elle se présente sur son site comme la 7e compagnie mondiale du secteur de l'énergie. Elle détenait même un monopole sur le secteur pétrolier jusqu'en 1997, année où le gouvernement a ouvert le secteur à la concurrence. Royal Dutch Shell fut le premier producteur étranger de pétrole dans le pays, puis a été rejoint par Chevron, Repsol, BP, Anadarko, El Paso Corp., Galp Energia, Statoil, BG Group, Sinopec, ONGC et TNK-BP. La compagnie brésilienne OGX, dont le personnel est en grande partie composé d'anciens employés de Petrobras, a commencé à produire du pétrole dans le bassin de Campos en 2011.
L'Agência Nacional do Petróleo, Gás Natural e Biocombustíveis (ANP) est chargée de la régulation et de la supervision du secteur pétrolier ; c'est elle qui attribue les licences d'exploration et de production et contrôle l'application de la réglementation. Jusqu'en 2017, les opérateurs pétroliers et gaziers avaient l'obligation de se procurer 85 % de leurs équipements et services au Brésil ; en février 2017, le ministère de l'industrie a proposé de réduire de moitié ce taux, l'un des plus élevés au monde ; il pourrait même être ramené à 18 % pour l'exploration offshore.
Le gouvernement brésilien a adopté en 2010 une législation instituant un nouveau cadre réglementaire pour les réserves antésalifères, avec quatre mesures principales :
- création d'une nouvelle agence : Pré-Sal Petróleo SA, pour administrer la nouvelle production antésalifère et les contrats commerciaux dans l'industrie pétrolière et gazière ;
- capitalisation de Petrobras par l'attribution de 5 milliards de barils de réserves de pétrole sans licence en échange d'une part accrue de l'État au capital de la compagnie ;
- création d'un fonds de développement pour gérer les revenus tirés par l'État du pétrole antésalifère ;
- mise en place d'un nouveau système d'accords de partage de production (PSA - production sharing agreement) pour les réserves antésalifères : alors que les projets antérieurs obéissaient à un cadre de type concessionnel où les compagnies disposaient d'une large liberté de manœuvre dans l'exploration et la production, Petrobras est désormais l'unique opérateur dans chaque PSA et a une part de 30 % au minimum dans les projets ; cependant, pour motiver les compagnies, les PSA incluent une prime à la signature de 6,6 milliards de dollars et une clause de plafonnement des coûts de récupération. En 2016, le gouvernement a fait voter une loi pour favoriser l'investissement privé et étranger dans l'exploration offshore : Petrobras n'est plus opérateur obligatoire, mais opérateur préférentiel ; l'ANP est autorisée à organiser trois appels d'offres en 2017[13].

Le scandale des pots-de-vin qui a éclaté en 2014 a causé de lourdes pertes pour Petrobras, dont les principaux dirigeants ont été arrêtés ; la société, qui est la plus endettée au monde avec une dette de 122,7 Mds$ (milliards de dollars) en septembre 2016, a lancé un plan de cession d'actifs qui a dégagé 13,6 Mds$ sur 2015-2016. Petrobras prévoit de céder 21 Mds$ supplémentaires en 2017-2018, dont ses filiales de transport et distribution : Transpetro, qui possède 99 % des oléoducs du pays, et BR Distribuidora, dont la part du marché de détail atteint 32 %.
Petrobras a enfin réussi à présenter ses comptes 2014 en avril 2015, annonçant 8,1 milliards de dollars de pertes, dont 2,3 Mds $ dus aux malversations financières. Les investissements ont été fortement réduits : 29 Mds $ pour 2015 et 26 pour 2016, mais les prêteurs reprennent confiance : la Banque chinoise de développement a été la première à venir en aide avec un prêt de 3,5 Mds $, suivie par des banques locales, puis par Standard Chartered.
Petrobras a publié fin juin 2015 son nouveau plan quinquennal 2015-2019, qui prévoit des investissements de 130 milliards de dollars (116 milliards d'euros), soit une coupe de 37 % par rapport au plan précédent. Il sera centré à 83 % sur l'exploration et la production, afin de doper les recettes de l'entreprise et de réduire le poids de l'endettement. Le programme de vente d'actifs a été revu à la hausse à 15 milliards de dollars et devrait rapporter plus de 40 milliards de dollars à Petrobras, qui devrait abandonner ses activités non prioritaires comme la production d'éthanol et réduire sa participation dans la distribution de carburant. Malgré la montée en puissance du pétrole du bassin présalifère, la production de brut ne devrait plus atteindre que 2,8 millions de barils par jour en 2020, soit un tiers de moins par rapport à la prévision antérieure, et 4,2 millions de barils équivalent pétrole d'hydrocarbures (brut, gaz naturel et liquides de gaz naturel) en moyenne par jour.

### Gaz naturel

Une consommation de gaz en forte croissance, nourrie tant par la production intérieure que par l'import.

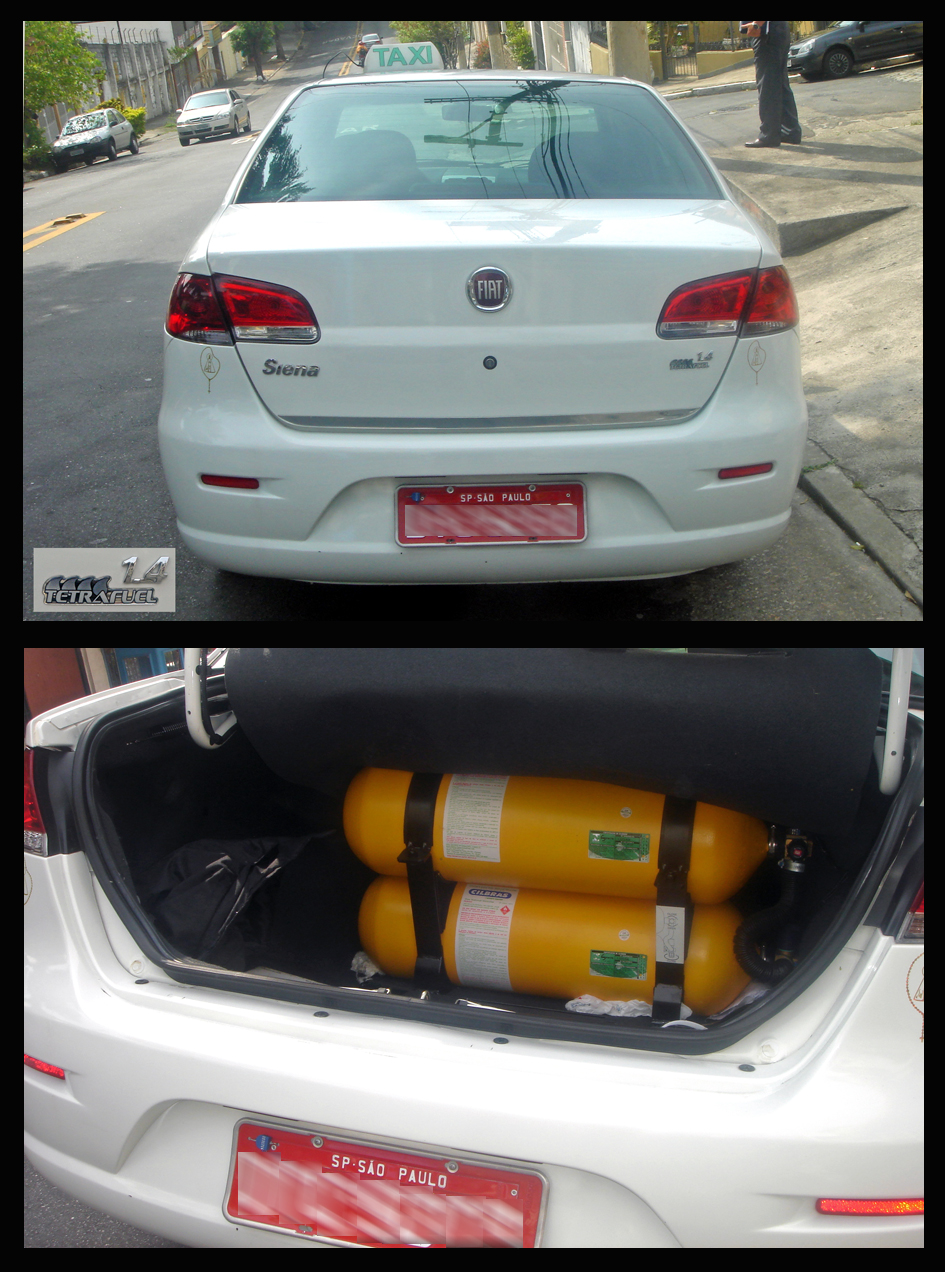
Les voitures fonctionnant au gaz naturel, comme celle-ci Fiat Siena, sont courantes au Brésil.

#### Réserves de gaz naturel
Les réserves prouvées de gaz naturel du Brésil étaient estimées par l'Agence fédérale allemande pour les sciences de la terre et les matières premières (BGR) à 407 Gm3 (milliards de m3) fin 2022, soit 0,2 % du total mondial. Elles représentent 18 années de production au rythme de 2024 : 22,8 Gm3. Elles ont baissé de 2,4 % depuis 2010. Les ressources supplémentaires, non encore prouvées, sont estimées à 18 446 Gm3, dont 11 500 Gm3 de réserves conventionnelles et 6 940 Gm3 de gaz de schiste.
Le Oil and Gas Journal (OGJ) estime que le Brésil détenait 15 Tcf (téra-pieds cubes) de réserves prouvées de gaz naturel en janvier 2017, dont 84 % en mer, situées pour 73 % dans les bassins de Campos et Santos ; mais des réserves significatives existent à l'intérieur du pays, dont 59 % dans l'État d'Amazonas.
Les estimations de l'ANP sont de 377,4 milliards de m3 de réserves prouvées fin 2016, dont 61,9 Mds m3 à terre et 315,5 Mds m3 en mer, dont 230,8 Mds m3 au large de l'État de Rio de Janeiro ; ces réserves ont chuté de 12 % en 2016 et de 18 % depuis le pic de 459,4 Mds m3 atteint en 2011.

#### Production de gaz naturel
En 2024, le Brésil a produit 22,8 Gm3 de gaz naturel, soit 0,82 EJ (exajoules), en baisse de 2,8 % en 2024 et de 2,4 % depuis 2014. Sa part dans la production mondiale est de 0,6 %.
Le Brésil produisait 827 Bcf (milliards de pieds cubes) de gaz naturel en 2016, production dont la majorité était associée au pétrole et 77 % située en mer, dont la moitié au large de l'État de Rio de Janeiro ; une grande part de cette production est réinjectée afin de maintenir la pression dans les gisements de pétrole. La production issue des gisements antésalifères a progressé de 36 % en 2016, réduisant la dépendance aux importations, et les nouvelles découvertes dans ces gisements permet d'espérer de nouveaux progrès.
Selon l'ANP, la production brute de gaz naturel atteignait 37,9 Mds m3 en 2016, en progression de 7,9 % en 1 an et de 109 % depuis 2007 ; 8,7 Mds m3 ont été produits à terre et 29,2 Mds m3 en mer (77 %) ; 28,5 Mds m3 (75 %) étaient du gaz associé au pétrole et 9,3 Mds m3 du gaz non-associé.

#### Consommation de gaz naturel
En 2024, le Brésil a consommé 31,4 Gm3 (milliards de m3) de gaz naturel, soit 1,1 EJ (exajoules), en hausse de 4,7 % en 2024, mais en baisse de 23 % depuis 2014. Il représente 0,8 % de la consommation mondiale. Sa production couvre 73 % de sa consommation.
La consommation de gaz naturel en 2016 s'élevait à 1,3 Tcf (téra-pieds cubes), en recul par rapport au record de 2015 : 1,5 Tcf. La demande du secteur industriel dépasse 50 % du total.

#### Importations de gaz naturel
En 2024, les importations de gaz naturel du Brésil atteignaient 7,9 Gm3, dont 4,9 Gm3 par gazoduc et 3,0 Gm3 par voie maritime sous forme de GNL. Ces importations ont augmenté de 17,4 % en 2024, mais baissé de 57 % depuis 2014, reculant à 0,9 % du total mondial. Le Brésil n'a pas exporté de GNL en 2024. Les importations de GNL proviennent surtout des États-Unis : 2,9 Gm3. Les importations par gazoduc proviennent de Bolivie.

#### Organisation du secteur
Petrobras joue un rôle dominant dans toute la chaîne de valeur gazière brésilienne : contrôlant la quasi-totalité des réserves, la compagnie assure la grande majorité de la production ainsi que les importations de Bolivie, contrôlait jusqu'en 2018 le réseau de transport national et possède des parts dans 21 des 27 compagnies publiques de distribution du gaz. En avril 2017, Petrobras a vendu une part de 90 % dans sa filiale de gazoducs Nova Transportadora do Sudeste SA, et prévoit de vendre sa filiale de distribution de GPL Liquigas.
En avril 2019, Engie et la Caisse de dépôt et placement du Québec rachètent 90 % du réseau de gazoducs TAG (filiale de Petrobras) pour 7,7 milliards d'euros.

### Biomasse

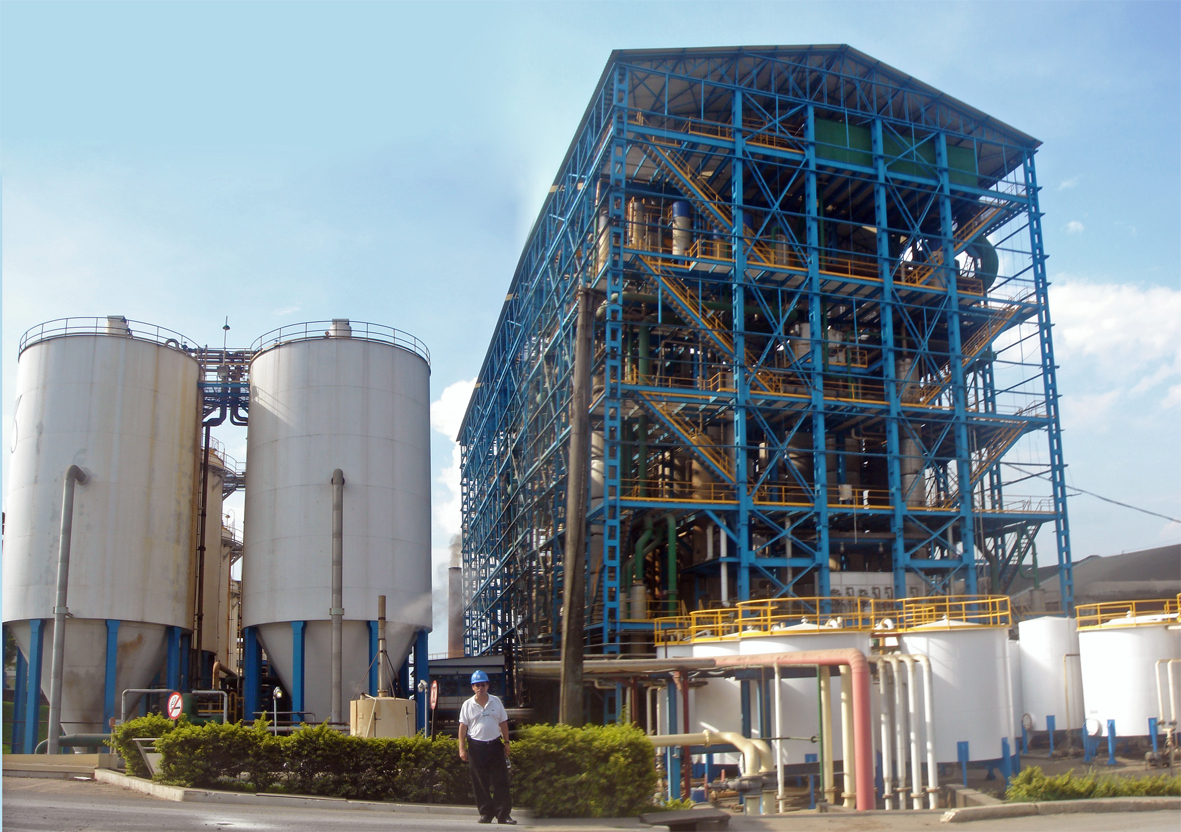
Distillerie d'éthanol à partir de canne à sucre de Costa Pinto à Piracicaba, Sao Paulo.

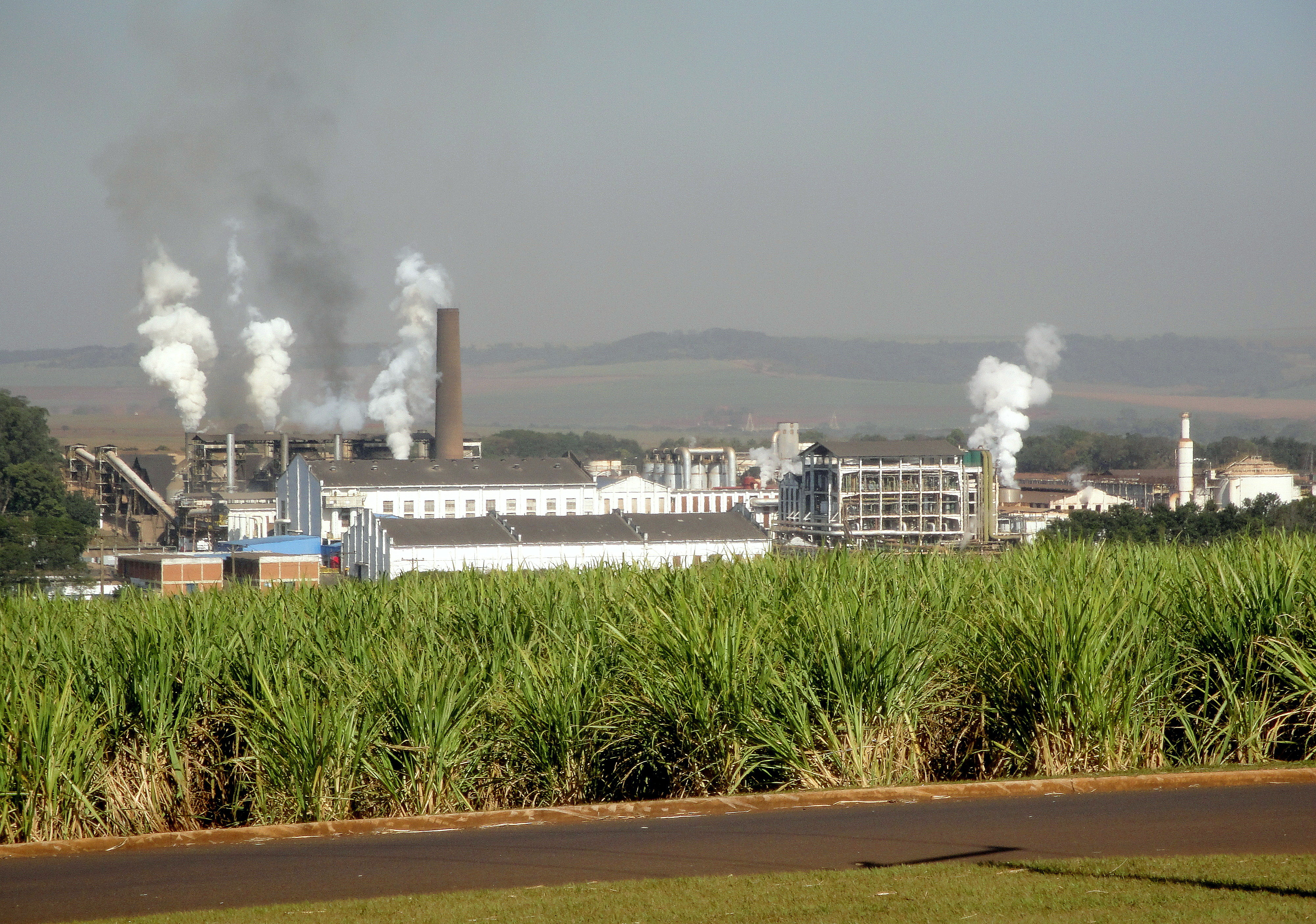
Usine de sucre et d'éthanol São Martinho à Pradópolis.

En 2024, le Brésil a produit 510 kblep/j (milliers de barils d'équivalent pétrole par jour) d'agrocarburants, en progression de 7,9 % en 2024 et de 55 % depuis 2014, dont 376 kblep/j de bioéthanol et 135 kblep/j de biodiesel. Il se classe au 2e rang mondial avec 22,3 % de la production mondiale, derrière les États-Unis (37,4 %). Sa consommation (434 kblep/j) absorbe 85 % de sa production ; elle est en progression de 2,3 % en 2024 et de 42 % depuis 2014. Elle représente 19,9 % de la consommation mondiale.
La production primaire de biomasse atteint 4 399 PJ en 2023, soit 29 % de la production d'énergie primaire du pays. Le Brésil est en 2022 le quatrième producteur mondial de biomasse, derrière l'Inde, la Chine et les États-Unis.
La production brésilienne se répartit en 2022 en 3 069 PJ de biomasse solide (bois, bagasse issue de la canne à sucre, paille, etc), 31 PJ de biogaz, 30 PJ de déchets municipaux, 26 PJ de déchets industriels et 42 Mt de biomasse liquide (biocarburants pour les transports).
En 2016, la production de bioéthanol a atteint 28,7 Mm3, en baisse de 4,1 % par rapport au record de 2015 (29,9 Mm3) ; près de la moitié de la production est concentrée dans l'État de São Paulo (14,2 Mm3), suivi par le Goiás (4,6 Mm3).
La production de biogazole, beaucoup moins présente que l’éthanol au Brésil, est passée de 0,4 Mm3 en 2007 à 3,8 Mm3 en 2016, pour l'essentiel dans les états du Rio Grande do Sul (1,07 Mm3), du Mato Grosso (0,82 Mm3) et du Goiás (0,65 Mm3) ; la capacité nominale des usines de biogazole atteignait 20,5 Mm3/an fin 2016.
Afin de réduire la dépendance du pays envers les importations de pétrole ainsi que les surplus de canne à sucre, le gouvernement brésilien a encouragé la production d'éthanol à partir de la canne à sucre après le premier choc pétrolier de 1973 : il lança en 1975 le programme Pró-Álcool, ou Programma Nacional do Álcool, financé par l'État pour remplacer les carburants automobiles dérivés des combustibles fossiles par l'éthanol. Jusqu'en 1990, il garantissait un volume d'achat garanti par Petrobras, un prix garanti de l'éthanol, des incitations à l'investissement dans de nouvelles unités de production et une subvention à l'achat de véhicules fonctionnant à l'éthanol pur. Le contre-choc pétrolier de 1986, la découverte de gisements pétroliers par Petrobras et l'évolution du marché du sucre ont affaibli la justification de ce programme, qui a été profondément réformé durant les années 1990 : ouverture du marché de l'éthanol, fin des prix garantis, orientation vers la voie du mélange par le retrait d'aides spécifiques à l'achat de véhicules fonctionnant à l'éthanol pur, avantage fiscal en  faveur de l'éthanol, obligation d'incorporation dans l'essence d'un taux minimum d'éthanol de l'ordre de 22 à 24 %, mécanisme d'aide au stockage de l'alcool en usine. En 2007, le parc automobile brésilien comprenait encore près de 3 millions de voitures fonctionnant entièrement à l'éthanol et quelque 16 millions de véhicules fonctionnant au mélange éthanol-essence.
Le Brésil a produit 560 kbbl/j d'agrocarburants en 2016, en baisse de 4,3 % sur 2015, dont 494 kbbl/j d'éthanol (-6,7 %) ; le pays est deuxième producteur et consommateur d'éthanol derrière les États-Unis ; 60 % des véhicules brésiliens sont « flex-fuel », capables de passer de l'éthanol à l'essence selon les prix des deux carburants ; en 2015, les automobilistes brésiliens ont consommé plus d'éthanol et moins d'essence ; en février 2015, le gouvernement brésilien a porté le taux de mélange d'éthanol dans l'essence à 27 %. En 2016, le Brésil a exporté environ 30 kbbl/j d'éthanol, en recul de plus de 40 % par rapport au record de 2012, dont 45 % vers la région Asie-Pacifique, 44 % vers les États-Unis, 6 % vers l'Europe ; à l'inverse, le Brésil importe de l'éthanol des États-Unis, en particulier lors des périodes de sécheresse, en inter-saison, ou lorsque les prix du sucre sont élevés ; en 2016, ces importations se sont réduites à 14 kbbl/j, en baisse de 62 % par rapport à 2015 ; en août 2017, le Brésil a imposé une taxe de 20 % sur les importations d'éthanol au-delà d'un quota de 600 Ml/an (millions de litres par an). Le Brésil produit aussi du biogazole : environ 65 kbbl/j en 2016, dont les 3/4 à partir d'huile de soja ; le taux minimum d'incorporation de biogazole dans le carburant diesel sera porté de 7 % en 2016 à 10 % en 2019.
Les deux matières premières du biogazole au Brésil sont la fève de soja (58 %) et la graisse de bœuf (27 %). Les principaux impacts environnementaux de ces biogazoles sont les effets des changements d’utilisation des terres sur les émissions de gaz à effet de serre et la biodiversité, ainsi que les impacts sur l’eau et le bilan énergétique.

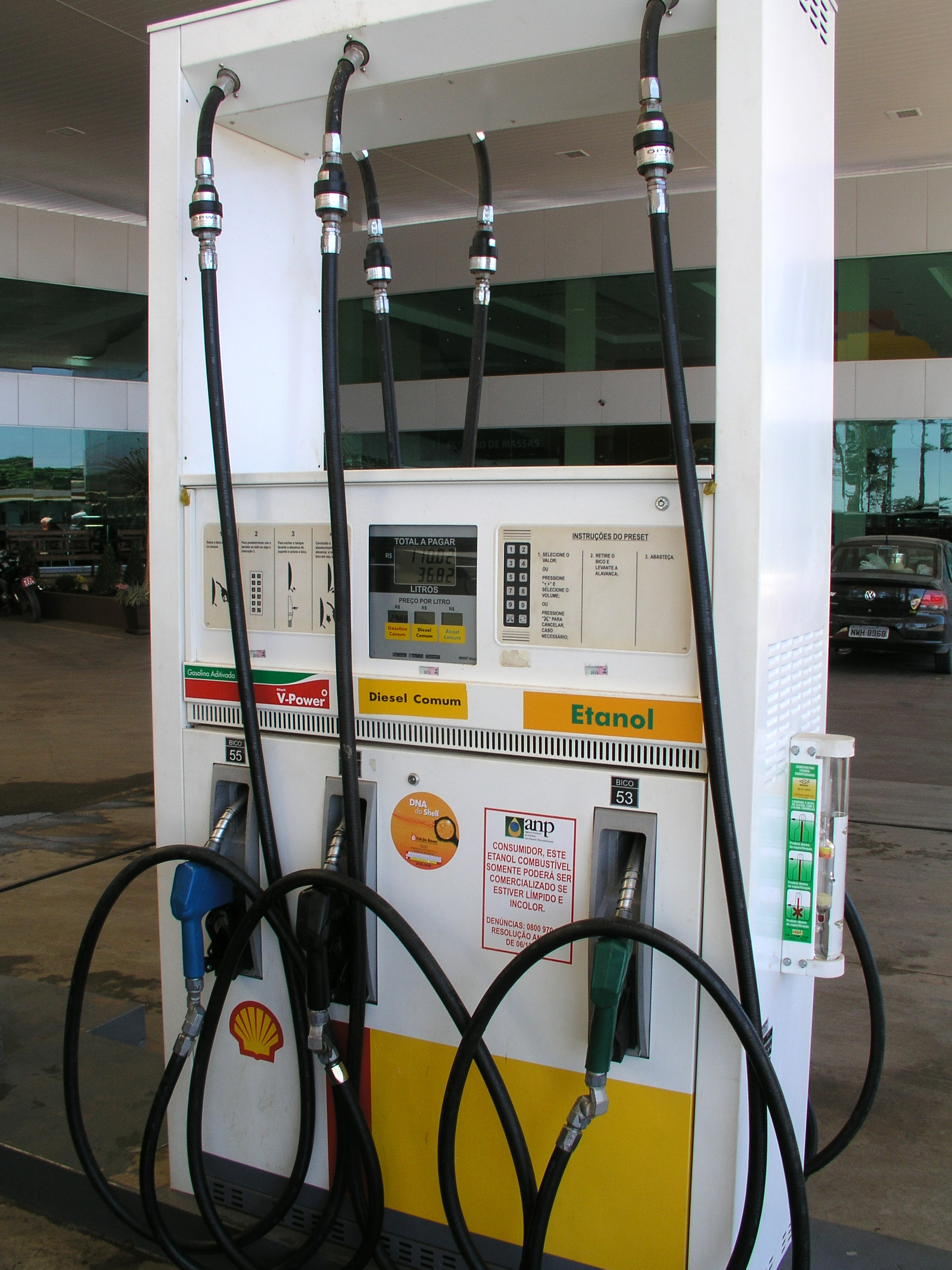
Station service proposant de l'éthanol dans l'état de Minas Gerais, un agrocarburant produit au Brésil.

Selon une étude parue en février 2014 dans Energy policy, le retour sur investissement du bioéthanol brésilien serait très proche de celui des gisements géants de pétrole antésalifère au Brésil, et dans un scénario de fort développement de l’éthanol, son retour sur investissement dépasserait celui du pétrole pour des taux d'actualisation au-dessus de 4 % ; avec une taxe carbone, cet avantage de l’éthanol serait encore accru ; l’éthanol pourrait donc être une solution économiquement plus attrayante que le pétrole, dont les réserves sont de toute façon limitées.
Selon une autre étude, on ne peut affirmer, en se basant sur le passé, que la production de bioéthanol cause un problème de disponibilité de terres pour la production alimentaire au Brésil, étant donné que les deux secteurs ont connu simultanément une forte augmentation quantitative de leur production et de la surface occupée. Trois scénarios envisagés par cette étude, simulant le futur de l’expansion de la production alimentaire et de production d’éthanol, montrent qu’il n’y aurait aucune contrainte considérable à une augmentation de surface de production au Brésil avant 2020. Mais les défenseurs de l'environnement reprochent surtout aux biocarburants d'être parmi les principaux responsables de la déforestation.
En janvier 2005, le Brésil a lancé un programme de développement de biocarburants très ambitieux, le Programme National de Production et Utilisation de Biodiesel, PNPB. Le gouvernement a cherché à éviter les erreurs commises dans la politique du bioéthanol, telles que la monoculture, la concentration géographique, la domination de l’agrobusiness et l’exclusion des fermiers locaux cultivant à plus petite échelle,. Le ministère brésilien du développement agraire estimait que, d'ici fin 2010, plus de cent mille familles adhéreraient au PNPB, produisant de la fève de soja, du ricin, du tournesol, l'huile de palme, du colza, du coton et de l’arachide ; le revenu moyen de ces familles atteint 2 450 €, parfois doublé par rapport au revenu antérieur à l'entrée dans le programme ; le Brésil a pu réaliser avec trois ans d'avance l'objectif d'intégrer 5 % de biogazole dans le carburant diesel.
Un Boeing 737-800 de la compagnie aérienne brésilienne GOL Airlines a effectué fin juillet 2014 un vol entre Orlando (États-Unis) et Sao Paulo (Brésil) avec un carburant contenant 10 % de bioéthanol. Ce nouveau kérosène est le produit d'un partenariat entre Total et la société américaine Amyris, qui développe un biocarburant issu de la canne à sucre.
En 2016, à l'occasion de la COP22 de Marrakech, le Brésil lance l'initiative Biofuture, qui a pour objectif le développement industriel de la bioéconomie, et en particulier des agrocarburants et biocarburants,.

### Charbon
Les réserves prouvées de charbon du Brésil étaient estimées par l'Agence fédérale allemande pour les sciences de la terre et les matières premières (BGR) à 1 547 Mt (millions de tonnes) fin 2022, soit 0,2 % des réserves mondiales, au 15e rang mondial, et celles de lignite) à 5,07 Gt, soit 1,6 % des réserves mondiales, au 12e rang, loin derrière la Russie (28,2 %). Elles représentent 204 ans de production au rythme de 2024 : 7,6 Mt. BGR estime les ressources supplémentaires identifiées, mais dont l'exploitation n'est pas techniquement ou économiquement justifiée, à 4 665 Gt de charbon et 12 587 Gt de lignite.
Les réserves recouvrables du pays s'élevaient en 2009 à 4,54 milliards de tonnes exclusivement sous forme de charbon sous-bitumineux. À l'échelle mondiale, cela représente environ 0,5 % des ressources totales. La même année, le pays a extrait 5,44 millions de tonnes.

### Uranium
Le Brésil est le 9e pays au monde en termes de réserves d'uranium raisonnablement assurées. En 2011, ses réserves s'élevaient à 155 700 tonnes. Le pays bénéficie de ressources facilement extractibles, puisqu'il se classe 2e derrière le Canada en termes de réserves recouvrables à un coût inférieur à 40 $/kg (137 900 tonnes). À ces ressources raisonnablement assurées s'ajoutent des réserves inférées, à hauteur de 121 000 tonnes. Au total (ressources raisonnablement assurées et inférées), le pays possède 276 700 tonnes de réserves d'uranium, ce qui le classe au 9e rang mondial, et représente 4 % des réserves identifiées à l'échelle planétaire.
Malgré ces ressources importantes, le Brésil n'est historiquement pas un grand pays producteur d'uranium. Jusqu'en 2010, il a produit au total 3 334 tonnes, ce qui le place au 24e rang mondial et ne représente que 0,1 % des ressources déjà extraites. La première mine du pays, à Poços de Caldas a fermé en 1997. En 1999, un nouveau gisement est exploité, via la mine de Caetité, actuellement la seule en activité au Brésil ; sa capacité de production doit doubler d'ici 2015 pour atteindre 670 tonnes par an. Il est prévu qu'un autre projet entre en exploitation la même année, à Santa Quitéria, avec une capacité initiale de production de 970 tonnes par an.

## Exportations et importations d'énergie primaire
En 2016, la production de pétrole du Brésil a dépassé la consommation pour la première fois depuis 2009. Le Brésil a exporté environ 798 kbl/j de pétrole brut, en progression de 8 % sur 2015, dont 37 % vers la Chine, 13 % vers l'Uruguay, 12 % vers les États-Unis, 10 % vers le Chili, 7 % vers l'Inde et 10 % vers l'Europe. Il a importé 488 kbl/j de produits pétroliers en 2016, dont 229 kbl/j des États-Unis.
Selon l'ANP, les exportations de pétrole sont passées de 153,8 Mbl en 2007 à 291,4 Mbl en 2016, destinées à la Chine (37 %), à l'Uruguay (13 %), aux États-Unis (12 %), au Chili (10 %), à l'Inde (7 %), à l'Espagne (6 %), etc.
Les importations de pétrole sont passées de 159,6 Mbl en 2007 à 65,2 Mbl en 2016, répartis surtout entre le Nigeria (34 %), l'Arabie Saoudite (35 %) et l'Angola (17 %).
Les importations de produits pétroliers sont passées de 15,96 Mm3 en 2007 à 28,33 Mm3 en 2016, surtout composées de diesel oil (28 %) et de naphta (31 %) et provenant des États-Unis (47 %), d'Algérie (14 %), des Pays-Bas (9 %), etc.
Le Brésil a importé 470 Bcf (milliards de pieds cubes) de gaz naturel en 2016, en recul de 30 % sur 2015 ; ces importations proviennent à 78 % de Bolivie par gazoduc et, sous forme de gaz naturel liquéfié (GNL), du Nigeria, du Qatar, des États-Unis et de Trinidad-et-Tobago. La demande de GNL a connu une croissance significative au Brésil entre 2012 et 2015 du fait de l'utilisation accrue du gaz dans les centrales électriques, des sécheresses ayant réduit la production hydroélectrique ; mais le retour d'un niveau normal de pluies fin 2015 ainsi que la récession ont inversé cette tendance en 2016, réduisant fortement la demande.
Les exportations d'éthanol ont atteint 1,79 Mm3 en 2016 ; elles fluctuent fortement (5,1 Mm3 en 2008, 1,9 Mm3 en 2010), 3,05 Mm3 en 2012 ; pour 2016, les principales destinations ont été les États-Unis : 0,795 Mm3 et la Corée du Sud : 0,631 Mm3. Les importations d'éthanol ont atteint 0,82 Mm3 en 2016, presque entièrement des États-Unis.

## Transport d'énergie
Petrobras gère le système de transport national de pétrole et de gaz naturel à travers sa filiale Transpetro. En 2012, Transpetro avait un réseau de 14 624 km :
- 7 517 km d'oléoducs
- 7 107 km de gazoducs
- 20 terminaux terrestres
- 28 terminaux maritimes
- flotte : 60 tankers

et avait transporté dans l'année :
- transport maritime : 47 millions de tonnes
- oléoducs : 396 millions de m3 de pétrole, produits pétroliers et éthanol par an
- gazoducs : 60 millions de m3 de gaz naturel par jour.

La carte du réseau d'oléoducs est disponible à  et celle des gazoducs à .
Le réseau de gazoducs du Brésil est situé surtout dans les régions sud-est et nord-est du pays, depuis l'État de Rio Grande do Sul jusqu'au Ceará. Ces réseaux ont été interconnectés en mars 2010 par un gazoduc de 860 miles de Rio de Janeiro à Bahia. L'autre marché important du gaz naturel est la région amazonienne ; en 2009, Petrobras a mis en service le gazoduc Urucu-Manaus qui facilitera le développement des abondantes réserves amazoniennes. En mai 2016, Petrobras a inauguré un gazoduc acheminant le gaz des gisements antésalifères jusqu'à Sao Paulo ; un autre entrera en service en 2020. Le Brésil dispose de trois terminaux de regazéification de GNL, totalisant une capacité de 1,4 Bcf/jour : le terminal Pecem au nord-est, le terminal de la Baie de Guanabara au sud-est et le terminal TRB dans l'État de Bahia ; ce sont des unités de regazéification et de stockage flottantes (FRSU).
Le projet de gazoduc de 8 000 à 15 000 km Gran Gasoducto del Sur qui aurait relié le Venezuela à l'Argentine via le Brésil, lancé par les présidents Chavez et Kirchner en 2005, a été abandonné en 2007 (cf Gran Gasoducto del Sur).

## Raffinage

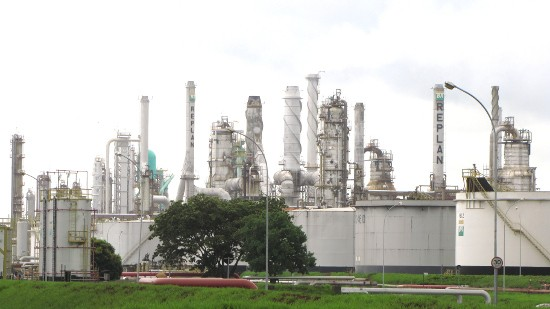
Raffinerie de Paulínia à Sao Paulo.

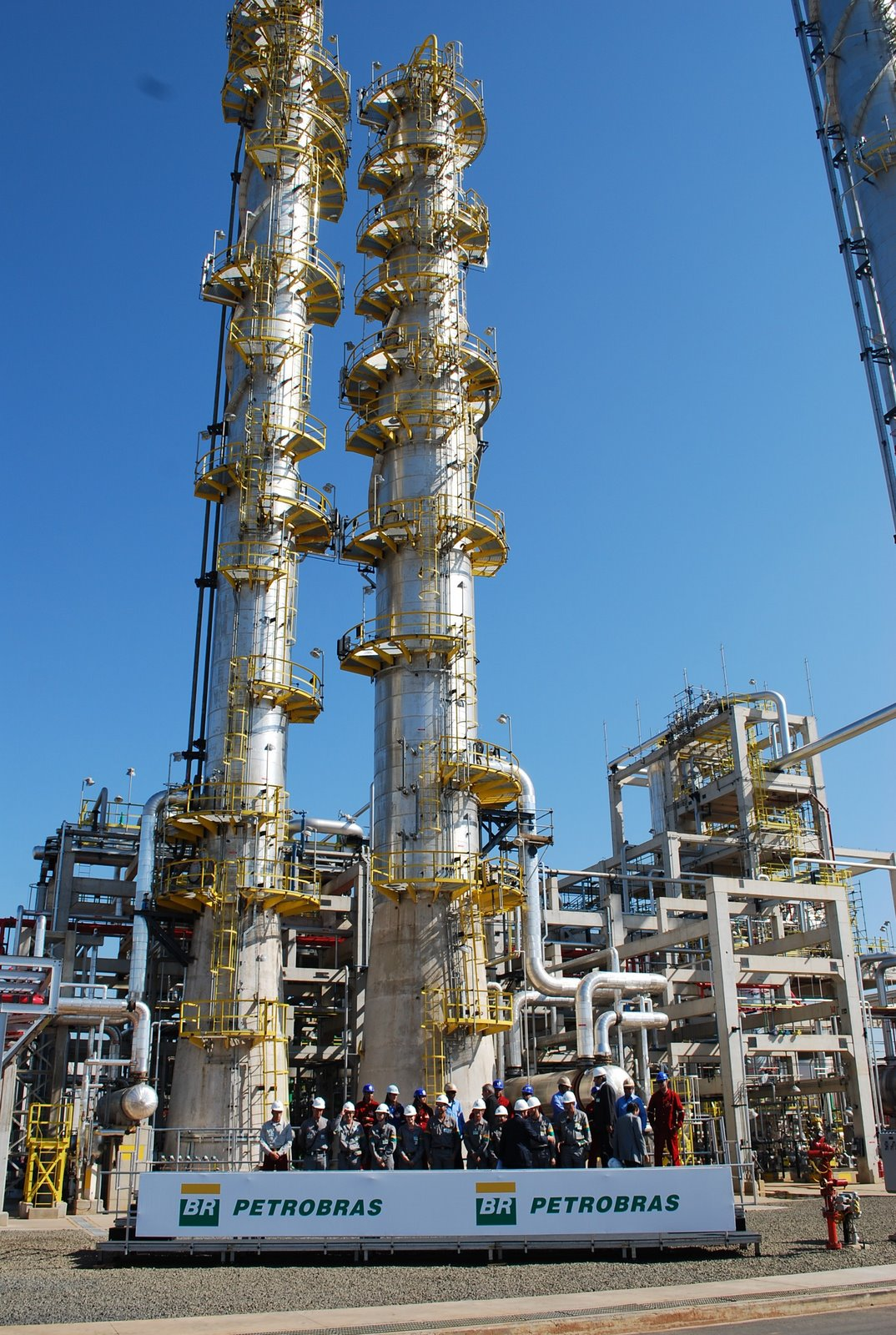
Unité de propylène de la raffinerie de Paulínia à Sao Paulo.

Le Brésil détenait en 2016 une capacité de raffinage de 2,3 Mbl/j répartie en 17 raffineries, dont 13 exploitées par Petrobras, avec 92 % de la capacité totale ; la plupart de ces raffineries sont situées près des grands centres de consommation sur la côte ; les plus importantes sont la raffinerie Paulinia près de Sao Paulo (434 kbl/j), celle de Mataripe près de Bahia (377 kbl/j), celle de São Jose dos Campos à Sao Paulo (252 kbl/j) et celle de Duque de Caxias près de Rio de Janeiro (242 kbl/j). Les raffineries brésiliennes n'étant pas équipées pour traiter les bruts les plus lourds, le pays doit exporter une partie de sa production de brut lourd et importer des bruts légers ; les raffineries brésiliennes ne suffisent pas à satisfaire la demande du pays.
Selon l'ANP, la capacité totale des 18 raffineries brésiliennes est de 2,41 Mbl/j en 2016 ; elles ont traité 2,29 Mbl/jour ouvrable (taux d'utilisation : 80 %), dont 87 % de pétrole brésilien, 9 % de pétrole importé et 4 % de recyclage de résidus.
Petrobras a mis en service en novembre 2014 la raffinerie d'Abreu e Lima à Ipojuca dans l'État de Pernambouc, la première raffinerie nouvelle depuis plus d'une décennie, avec une capacité de 115 kbbl/j ; la deuxième phase de ce projet, de même capacité, devrait se terminer en 2020. Le projet Comperj, à Itaboraí dans l'État de Rio de Janeiro, devrait mettre en service sa première unité de 165 kbbl/j à la fin 2020. Deux projets de raffineries ont été abandonnés en 2015 du fait de la situation financière critique de Petrobras : Premium I (600 kbbl/j) et Premium II (300 kbbl/j).

## Consommation d'énergie primaire
La consommation d'énergie primaire du Brésil atteint 13,06 EJ en 2023. Sa consommation par habitant est de 60,5 GJ, soit 77 % de la moyenne mondiale (78,3 GJ en 2022), 44 % de celle de la Chine et 46 % de celle de la France.
L'Energy Institute, qui ne prend pas en compte la biomasse autoconsommée, estime la consommation d'énergie primaire du Brésil à 10,71 EJ en 2024, en hausse de 1 % par rapport à 2023 et de 2 % depuis 2014. Sa part dans la consommation mondiale est de 1,8 %, au 11e rang, loin derrière la Chine (27,0 %), les États-Unis (15,5 %), l'Inde (6,5 %) et la Russie (5,4 %). Sa consommation par habitant est estimée à 50,54 GJ, soit 70 % de la moyenne mondiale, 45 % de celle de la Chine et 37 % de celle de la France.
| Source                                                  | 1990  | %    | 2000  | %    | 2010   | %    | 2020   | %    | 2023   | % 2023 | var. 2023/1990 |
| Charbon                                                 | 405   | 6,9  | 545   | 6,9  | 606    | 5,4  | 584    | 4,9  | 575    | 4,4 %  | +42 %          |
| Pétrole                                                 | 2 467 | 42,0 | 3 696 | 46,9 | 4 391  | 39,2 | 4 135  | 34,4 | 4 775  | 36,6 % | +94 %          |
| Gaz naturel                                             | 143   | 2,4  | 350   | 4,4  | 1 018  | 9,1  | 1 258  | 10,5 | 1 095  | 8,4 %  | +663 %         |
| Total fossiles                                          | 3 015 | 51,3 | 4 590 | 58,3 | 6 015  | 53,7 | 5 977  | 49,7 | 6 445  | 49,4 % | +114 %         |
| Nucléaire                                               | 24    | 0,4  | 66    | 0,8  | 158    | 1,4  | 153    | 1,3  | 158    | 1,2 %  | +548 %         |
| Hydraulique                                             | 744   | 12,7 | 1 096 | 13,9 | 1 452  | 13,0 | 1 427  | 11,9 | 1 534  | 11,7 % | +106 %         |
| Biomasse-déchets                                        | 2 001 | 34,0 | 1 961 | 24,9 | 3 425  | 30,6 | 4 090  | 34,0 | 4 291  | 32,9 % | +114 %         |
| Solaire, éolien, etc                                    | 0     |      | 1,3   | 0,02 | 23     | 0,2  | 280    | 2,3  | 572    | 4,4 %  | ns             |
| Total EnR                                               | 2 745 | 46,7 | 3 062 | 38,9 | 4 903  | 43,8 | 5 800  | 48,3 | 6 397  | 49,0 % | +133 %         |
| Solde imp.électricité                                   | 95    | 1,6  | 160   | 2,0  | 125    | 1,1  | 89     | 0,7  | 54     | 0,4 %  | -43 %          |
| Total                                                   | 5 880 | 100  | 7 877 | 100  | 11 201 | 100  | 12 020 | 100  | 13 059 | 100 %  | +122 %         |
| Source des données : Agence internationale de l'énergie |       |      |       |      |        |      |        |      |        |        |                |

## Consommation finale d'énergie
La consommation d'énergie finale du Brésil (après raffinage ou transformation en électricité et transport) s'élevait à 10 203 PJ en 2022 :
| Source d'énergie                                                                                              | 1990  | %      | 2000  | %      | 2010  | %      | 2010  | %      | 2022   | % 2022 | var. 2022/1990 |
| Charbon | 154   | 3,3 %  | 239   | 3,7 %  | 307   | 3,5 %  | 284   | 3,0 %  | 338    | 3,3 %  | +120 %         |
| Pétrole* | 2 238 | 47,9 % | 3 352 | 52,0   | 3 921 | 44,2 % | 3 860 | 41,3 % | 4 401  | 43,1 % | +97 %          |
| Gaz naturel                                                                                                   | 106   | 2,3 %  | 215   | 3,3    | 565   | 6,4 %  | 450   | 4,8 %  | 569    | 5,6 %  | +435 %         |
| Total fossiles                                                                                                | 2 498 | 53,5 % | 3 806 | 59,1 % | 4 792 | 54,1 % | 4 595 | 49,2 % | 5 308  | 52,0 % | +112 %         |
| Biomasse + déchets                                                                                            | 1 411 | 30,2 % | 1 477 | 22,9 % | 2 477 | 28,0 % | 2 881 | 30,8 % | 2 870  | 28,1 % | +103 %         |
| EnR thermiques                                                                                                |       |        | 1,3   | 0,02 % | 15    | 0,2 %  | 36    | 0,4 %  | 42     | 0,4 %  | ns             |
| Électricité                                                                                                   | 759   | 16,3 % | 1 156 | 18,0 % | 1 576 | 17,8 % | 1 836 | 19,6 % | 1 983  | 19,4 % | +161 %         |
| Total | 4 668 | 100 %  | 6 441 | 100 %  | 8 862 | 100 %  | 9 348 | 100 %  | 10 203 | 100 %  | +119 %         |
| * Pétrole et produits pétroliers, hors biocarburants. Source des données : Agence internationale de l'énergie |       |        |       |        |       |        |       |        |        |        |                |

| Filière                                                  | 1990  | %    | 2000  | %    | 2010  | %    | 2020  | %    | 2022   | % 2022 | var. 2022/1990 |
| Industrie                                                | 1 673 | 35,8 | 2 369 | 36,8 | 3 369 | 38,0 | 3 248 | 34,7 | 3 458  | 33,9 % | +107 %         |
| Transport                                                | 1 380 | 29,6 | 1 984 | 30,8 | 2 935 | 33,1 | 3 373 | 36,1 | 3 783  | 37,1 % | +174 %         |
| Résidentiel                                              | 755   | 16,2 | 866   | 13,4 | 991   | 11,2 | 1 185 | 12,7 | 1 213  | 11,9 % | +60 %          |
| Tertiaire                                                | 195   | 4,2  | 343   | 5,3  | 434   | 4,9  | 504   | 5,4  | 563    | 5,5 %  | +188 %         |
| Agriculture                                              | 252   | 5,4  | 307   | 4,8  | 415   | 4,7  | 544   | 5,8  | 547    | 5,4 %  | +117 %         |
| Non spécifié                                             | 13    | 0,3  | 1,3   | 0,02 | 15    | 0,2  |       |      |        |        | -100 %         |
| Usages non énergétiques (chimie)                         | 398   | 8,5  | 571   | 8,9  | 703   | 7,9  | 495   | 5,3  | 640    | 6,3 %  | +61 %          |
| Total                                                    | 4 668 | 100  | 6 441 | 100  | 8 862 | 100  | 9 348 | 100  | 10 203 | 100 %  | +119 %         |
| Source des données : Agence internationale de l'énergie. |       |      |       |      |       |      |       |      |        |        |                |

Les ventes des distributeurs de produits pétroliers sont passées de 88,4 Mm3 en 2007 à 120,9 Mm3 en 2016, soit +37 % en 9 ans ; elles sont surtout composées de diesel (45 %), d'essence (36 %), de GPL (11 %) et de kérosène (6 %).
Les ventes de gaz naturel sont passées de 16 012 Mm3 en 2007 à 27 224 Mm3 en 2016 (+70 % en 9 ans, mais -13,6 % en 2016) ; 30 % de ces ventes ont été réalisées dans l'État de Rio de Janeiro et 21 % dans l'État de Sao Paulo.

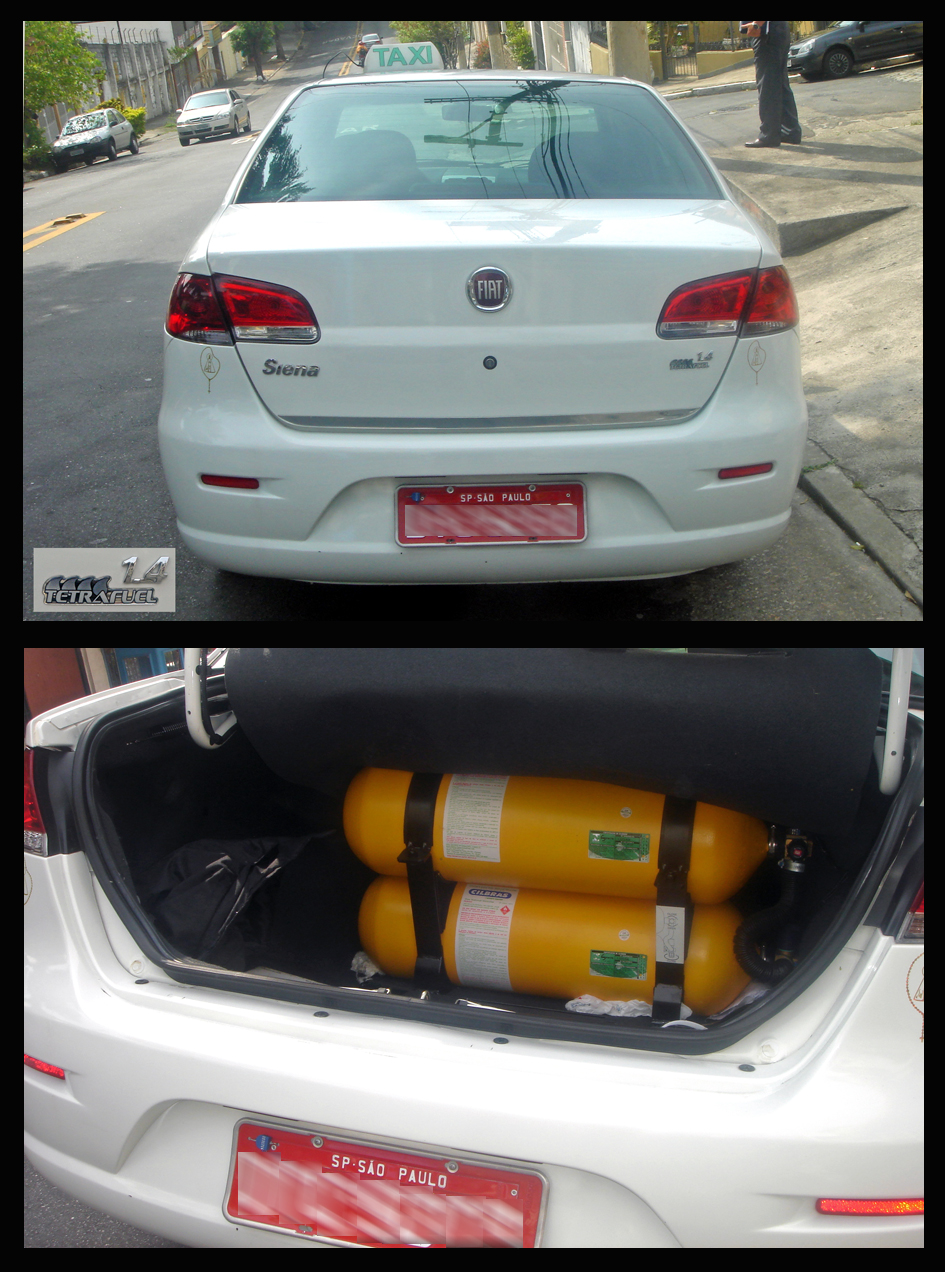
Les voitures tetrafuel, telles que cette Fiat Siena, sont communes au Brésil.

La mise sur le marché de véhicules polycarburants (ou flex fuel, VCM) a connu une spectaculaire envolée avec la hausse du cours du pétrole : en mars 2003, Volkswagen a présenté au président Lula une voiture "total flex" capable d'utiliser aussi bien de l'essence que l'éthanol, y compris à 100 % ; quelques mois plus tard, les premiers véhicules concurrents commençaient à sortir ; Magneti Marelli a développé un moteur tetrafuel (capable de rouler avec quatre types de carburants : éthanol, essence, essence "C" avec 25 % d'éthanol, et GNV), lancé en 2006 sur une Fiat Siena ; des motos, bateaux et même des avions bi-carburants ont été mis au point ; en 2008, le Brésil comptait 5,5 millions de véhicules flex fuel, soit 30 % de la flotte en circulation, et en prévoyait 15 millions pour 2012 ; les cultures destinées à la production d'éthanol (18 milliards de litres) ne représentaient que 1 % de la surface cultivée totale. Mais les évènements n'ont pas répondu à ces attentes : la production d'éthanol est retombée de 27 Mm3 en 2008 à 23,5 Mm3 en 2012.

## Secteur électrique

### Organisation du secteur
L'État joue un rôle très important dans le secteur électrique. Jusqu'aux années 1990, il le contrôlait presque entièrement. Le Brésil a engagé en 1996 un processus de privatisation du secteur, qui a conduit à la mise en place de l'Agence Nationale de l'Énergie Électrique (ANEEL). Bien que le secteur électrique ait été en partie privatisé au début des années 2000, l'essentiel des actifs de production majeurs reste sous contrôle étatique. Eletrobras, holding d'état, est l'acteur dominant du marché électrique. L'État possède aussi la quasi-totalité du réseau de transport d'électricité. Le gouvernement brésilien a mis en place en 2004 une nouvelle organisation hybride du secteur électrique, séparant des marchés régulés et des marchés dérégulés selon les catégories de producteurs et de consommateurs ; les nouveaux projets de production et de distribution sont ouverts aux investissements publics et privés, mais Eletrobras avait été exclu de la privatisation. En août 2017, le gouvernement a annoncé son intention de céder sa part majoritaire dans Eletrobras d'ici mi-2018. Cette cession ne concernera cependant ni Eletronuclear, propriété d'Eletrobras, ni le barrage d'Itaipu.
Déjà premier producteur privé d’électricité au Brésil et au Pérou, GDF Suez compte porter ses capacités dans la zone à 18 GW d’ici à 2019, rien qu’avec les projets en construction. Le groupe doit notamment terminer le barrage gigantesque de Jirau, en Amazonie brésilienne (3,7 GW) ; des contrats prévoyant la construction de 685 MW de nouvelles capacités, dont 535 avec des contrats d’achat d’électricité sur 20 ou 25 ans, ont été signés en décembre 2014 : une centrale thermique au charbon de 340 MW à Pampa Sul, un complexe éolien de 330 MW à Campo Largo et une extension de la centrale biomasse de Ferrari de 15 MW.
La décision du gouvernement Temer de privatiser Eletrobras, qu'il contrôle à 63 %, a été annoncée en août 2017 ; le gouvernement brésilien envisage de procéder à une augmentation de capital, à laquelle l'État ne participerait pas. L'opération, qui pourrait rapporter 8 milliards d'euros, devrait être bouclée au premier semestre 2018 et donnerait aux investisseurs privés les 47 GW d'Eletrobras, à l'exception de sa filiale nucléaire et du barrage d'Itaipu.
Début août 2019, le gouvernement Bolsonaro autorise la privatisation d'Eletrobras. Cette nouvelle tentative doit encore être ratifiée par le Congrès. L'État va céder ses parts, par le biais d'une augmentation de capital et d'une souscription publique d'actions, afin de ne plus être majoritaire au capital de la holding. Eletrobras a déjà vendu en 2018 six filiales lourdement déficitaires dans la région Nordeste du pays.

### Production d'électricité
En 2023, le Brésil a produit 707,6 TWh d'électricité, en progression de 218 % par rapport à 1990. Cette production se répartissait en 8,7 % de combustibles fossiles (gaz naturel : 5,5 %, charbon : 2,0 %, pétrole : 1,3 %), 2,0 % de nucléaire et 89,2 % d'énergies renouvelables (hydroélectricité 60,2 %, éolien 13,5 %, biomasse 8,1 %, solaire 7,2 %, déchets 0,2 %). Selon les estimations de l'Energy Institute, le Brésil a produit 745,7 TWh d'électricité en 2024, se classant au 6e rang mondial avec 2,4 % de la production mondiale, derrière la Chine (32,4 %), les États-Unis (14,8 %), l'Inde (6,5 %), la Russie (3,9 %) et le Japon (3,3 %). Sa production se répartissait en 10,1 % de combustibles fossiles (gaz naturel : 6,5 %, charbon : 2,2 %, pétrole : 1,4 %), 2,1 % de nucléaire et 87,3 % d'énergies renouvelables (hydroélectricité 55,4 %, autres renouvelables 31,9 %), dont éolien 14,6 %, solaire 9,6 %, biomasse et déchets 7,8 %).
| Source                                                  | 1990  | %    | 2000  | %    | 2010  | %    | 2020  | %    | 2023  | % 2023 | var. 2023/1990 |
| Charbon                                                 | 4,8   | 2,1  | 11,0  | 3,2  | 11,3  | 2,2  | 17,5  | 2,8  | 14,1  | 2,0 %  | +196 %         |
| Pétrole                                                 | 4,9   | 2,2  | 15,2  | 4,3  | 16,1  | 3,1  | 12,2  | 1,9  | 9,1   | 1,3 %  | +84 %          |
| Gaz naturel                                             | 0,3   | 0,1  | 4,1   | 1,2  | 36,5  | 7,1  | 59,5  | 9,5  | 38,6  | 5,5 %  | x118           |
| Ss-total fossiles                                       | 10,0  | 4,5  | 30,2  | 8,7  | 63,9  | 12,4 | 89,3  | 14,2 | 61,8  | 8,7 %  | +516 %         |
| Nucléaire                                               | 2,2   | 1,0  | 6,0   | 1,7  | 14,5  | 2,8  | 14,1  | 2,2  | 14,5  | 2,0 %  | +548 %         |
| Hydraulique                                             | 206,7 | 92,8 | 304,4 | 87,2 | 403,3 | 78,2 | 396,4 | 63,0 | 426,0 | 60,2 % | +106 %         |
| Biomasse                                                | 3,9   | 1,7  | 7,8   | 2,2  | 31,5  | 6,1  | 58,7  | 9,3  | 57,2  | 8,1 %  | +1383 %        |
| Déchets                                                 | 0     |      | 0     |      | 0     |      | 2,3   | 0,4  | 1,1   | 0,2 %  | ns             |
| Éolien                                                  | 0     |      | 0,002 | ns   | 2,2   | 0,4  | 57,1  | 9,1  | 95,8  | 13,5 % | ns             |
| Solaire PV                                              |       |      |       |      |       |      | 10,7  | 1,7  | 50,6  | 7,2 %  | ns             |
| Ss-total EnR                                            | 210,6 | 94,5 | 311,8 | 89,4 | 436,6 | 84,6 | 525,2 | 83,2 | 631,3 | 89,2 % | +200 %         |
| Autres                                                  | 0     |      | 0,4   | 0,1  | 0,4   | 0,07 | 0,3   | 0,04 | 0,5   | 0,08 % | ns             |
| Total                                                   | 222,8 | 100  | 348,9 | 100  | 515,7 | 100  | 628,8 | 100  | 707,6 | 100 %  | +218 %         |
| Source des données : Agence internationale de l'énergie |       |      |       |      |       |      |       |      |       |        |                |

La production brute d'électricité du Brésil s'élevait à 579 TWh en 2016, dont 480 TWh par les centrales de service public et 98 TWh par des autoproducteurs. Le secteur électrique brésilien est le 3e du continent américain après ceux des États-Unis et du Canada ; en 2016, le Brésil avait une puissance installée de 150 GW, dont 97 GW hydraulique, 24 GW de centrales à gaz ou pétrole, 3 GW au charbon, 14 GW de biomasse, le reste nucléaire, éolien et solaire ; le pays dispose de plus de 6 GW de contrats d'importation d'électricité, portant la puissance disponible à 156 GW. Les développeurs ont mis en service 9,5 GW en 2016, l'accroissement le plus important jamais enregistré.
En 2012, les énergies renouvelables représentaient 82,7 % de la production totale d'électricité, un des taux les plus élevés au monde, taux qui était encore plus élevé quelques années auparavant : 89 % en 2009, 86 % en 2011 ; l'hydraulique produisait à elle seule 74,6 % du total, suivie par la biomasse : 7,5 % ; les centrales thermiques fossiles avaient une part de 14,4 % et les centrales nucléaires de 2,9 %.
L'ANEEL (Agence Nationale de l'Énergie Électrique) fournit le détail des puissances installées par source d'énergie mis à jour en temps réel, soit au 16/11/2013 :
| Source d'énergie                       | Type           | Centrales nombre | Puissance MW | Part % | total nb | total MW | total % |
| Hydro                                  |                | 1086             | 85 655       | 64 %   | 1086     | 85 655   | 64 %    |
| Gaz                                    | gaz naturel    | 112              | 12 114       | 9,05 % | 151      | 13 798   | 10,3 %  |
| Gaz                                    | gaz de process | 39               | 1 684        | 1,26 % | 151      | 13 798   | 10,3 %  |
| Pétrole                                | Diesel         | 1094             | 3 507        | 2,62 % | 1127     | 7 456    | 5,57 %  |
| Pétrole                                | fioul, etc     | 33               | 3 949        | 2,95 % | 1127     | 7 456    | 5,57 %  |
| Biomasse                               | bagasse*       | 375              | 9 176        | 6,86 % | 472      | 11 245   | 8,4 %   |
| Biomasse                               | liqueur noire  | 16               | 1 530        | 1,14 % | 472      | 11 245   | 8,4 %   |
| Biomasse                               | bois           | 50               | 423          | 0,32 % | 472      | 11 245   | 8,4 %   |
| Biomasse                               | biogaz         | 22               | 80           | 0,06 % | 472      | 11 245   | 8,4 %   |
| Biomasse                               | paille de riz  | 9                | 36           | 0,03 % | 472      | 11 245   | 8,4 %   |
| Nucléaire                              |                | 2                | 1 990        | 1,5 %  | 2        | 1 990    | 1,5 %   |
| Charbon                                |                | 13               | 3 389        | 2,5 %  | 13       | 3 389    | 2,5 %   |
| Éolien                                 |                | 103              | 2 137        | 1,6 %  | 103      | 2 137    | 1,6 %   |
| Importations                           | Paraguay       |                  | 5 650        | 5,46 % | 472      | 8 170    | 6,1 %   |
| Importations                           | Argentine      |                  | 2 250        | 2,17 % | 472      | 8 170    | 6,1 %   |
| Importations                           | Venezuela      |                  | 200          | 0,19 % | 472      | 8 170    | 6,1 %   |
| Importations                           | Uruguay        |                  | 70           | 0,07 % | 472      | 8 170    | 6,1 %   |
| Total                                  |                | 2 989            | 133 849      | 100 %  | 2 989    | 133 849  | 100 %   |
| * bagasse : résidu de la canne à sucre |                |                  |              |        |          |          |         |

L'ANEEL intègre les capacités d'importation dans les capacités du secteur électrique national ; sans les importations, le total de la puissance installée était de 125 670 MW et la part de l'hydraulique est de 68,2 % en 2013.

#### Hydroélectricité

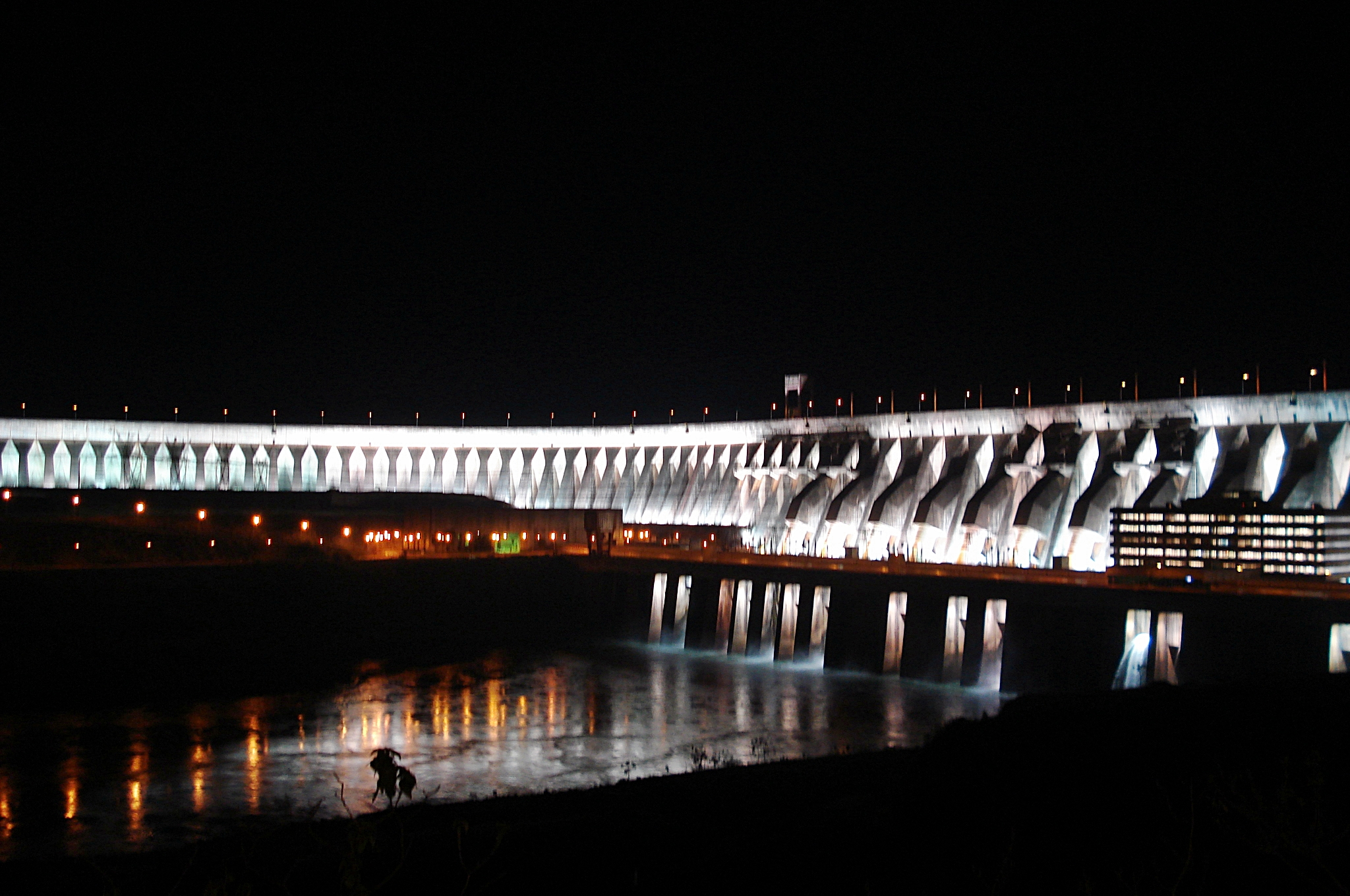
Barrage d'Itaipu

La production hydroélectrique du Brésil s'est classée en 2024 au 2e rang mondial avec 413,2 TWh, soit 9,3 % de la production mondiale, loin derrière la Chine (30,4 %) et devant le Canada (7,7 %). Sa part dans la production d'électricité du pays atteint 55,4 %.

#### Centrales thermiques fossiles

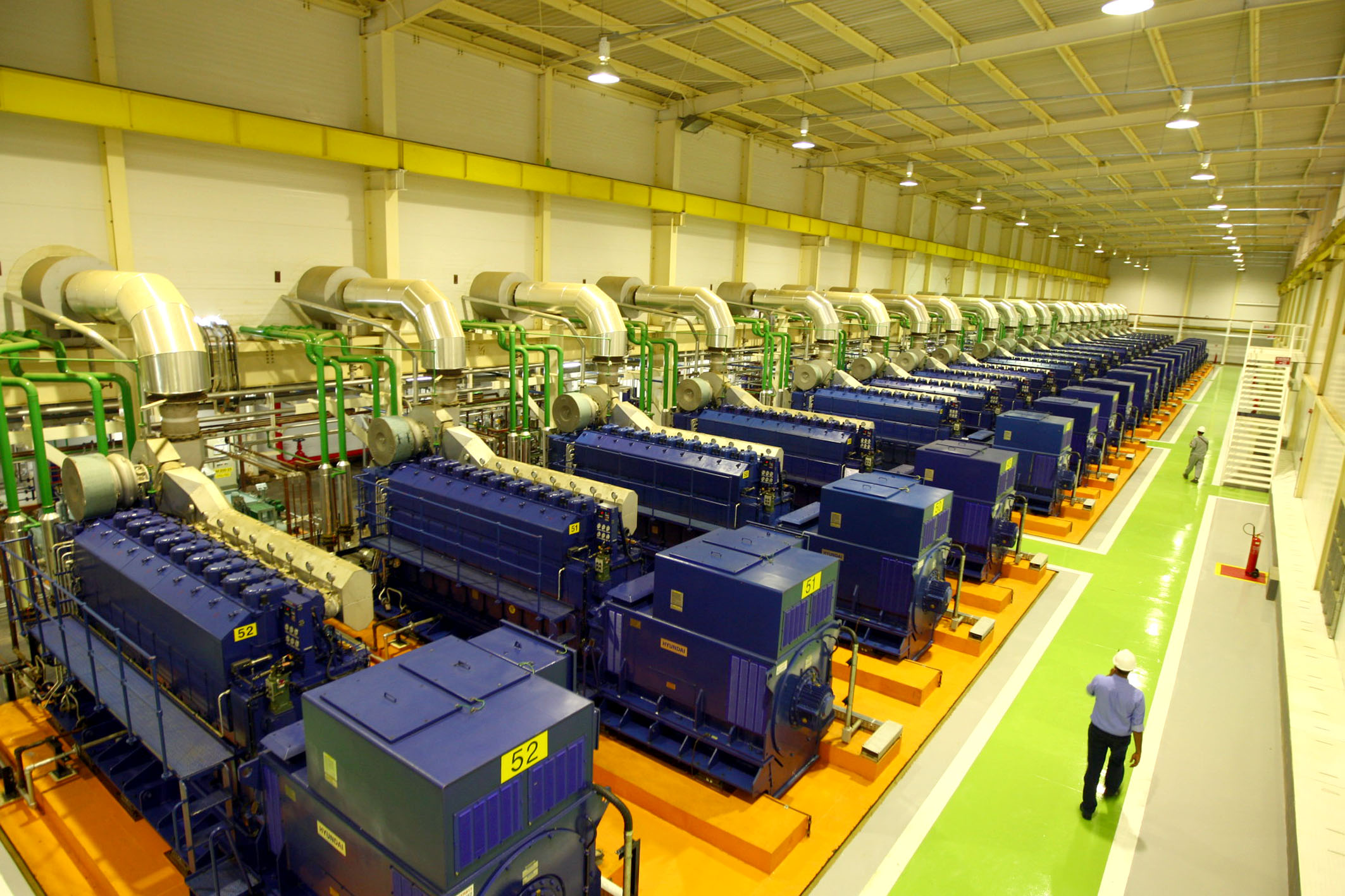
Centrale thermoélectrique de Camaçari, Bahía

Les combustibles fossiles ne fournissent qu'une part minoritaire de la production d'électricité du Brésil : en 2016, sur une puissance installée de 150 GW, seulement 24 GW étaient des centrales à gaz ou pétrole et 3 GW au charbon.

#### Nucléaire

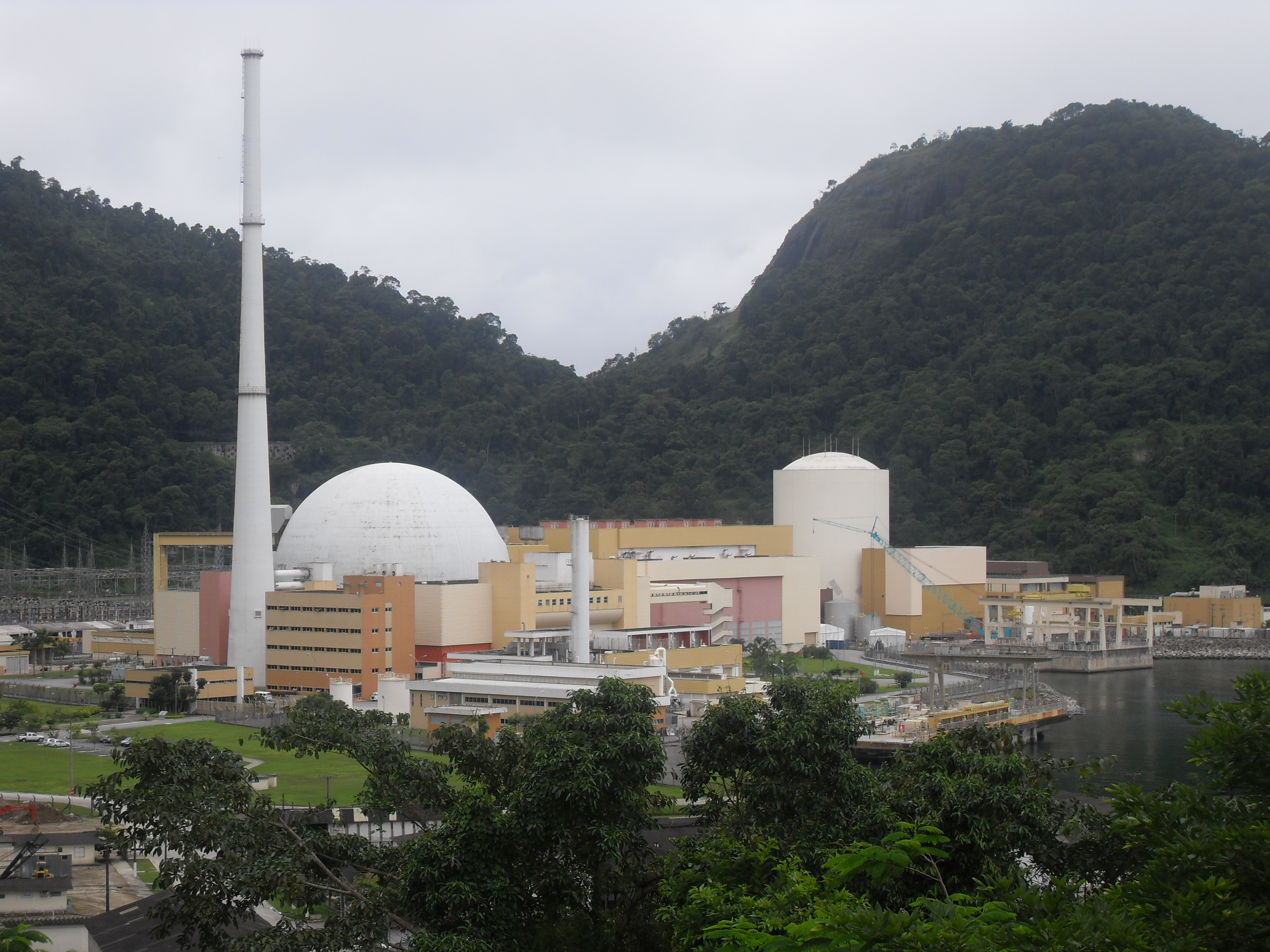
Centrale nucléaire Amiral Alvaro Alberto à Angra dos Reis.

Le pays développe une filière complète dans le domaine de l'électricité nucléaire. Il dispose pour cela d'importantes réserves d'uranium et a mis au point une technique d'enrichissement de l'uranium qui serait très compétitive.
La production nucléaire s'est élevée à 14,5 TWh en 2023, soit 2,0 % de la production totale d'électricité. La centrale nucléaire d'Angra dos Reis, exploitée par Eletronuclear, filiale d'Eletrobras, sur la côte à 150 km au sud de Rio de Janeiro, a deux réacteurs en fonctionnement : Angra-1 (640 MW), mise en service en 1984 et Angra-2 (1 350 MW), mise en service en 2000, et un troisième en construction depuis 2010 : la centrale Admiral Alvaro Alberto (ex-Angra 3, 1 405 MW).
Après une période de suspension, le chantier d'Angra 3 a repris en 2013 et l'entrée en service commercial était prévue pour mai 2018. C'est un réacteur à eau pressurisée de 1 350 MW de la technologie Konvoi de Siemens. Areva a annoncé le 7 novembre 2013 la signature d'un contrat de 1,25 milliard d'euros avec Eletrobras Eletronuclear pour terminer sa construction, qui est achevée à 50 % ; la mise en service était prévue à mi-2018. Le Brésil a un programme de développement du nucléaire qui porte sur 4 à 5 GW sur deux sites,.
Le 1er août 2019, le gouvernement brésilien annonce son intention de relancer le chantier d'Angra 3, arrêté depuis 2015 à suite de la révélation de fraudes et de favoritisme dans l'attribution des marchés publics liés aux travaux : un appel d'offres sera lancé à la fin de 2019 et le partenaire privé sera choisi début 2020 ; 11 entreprises sont intéressées, mais trois d'entre elles ont eu une participation plus active : le français EDF, le chinois CNNC et le russe Rosatom ; Eletronuclear table sur un démarrage de la production au deuxième semestre 2025, pour une commercialisation début 2026.
Electronuclear signe le 3 février 2020 un accord de coopération avec Westinghouse afin d'assurer la prolongation à 60 ans de la durée d'exploitation d'Angra-1. Le gouvernement prévoit également la construction de 6 GW de réacteurs nucléaires dans le Nordeste. Le secrétaire à la Planification et au développement de l'énergie a réaffirmé l'intérêt du gouvernement pour l'énergie nucléaire, soulignant que le Brésil possède la huitième réserve d'uranium du monde (5 % des réserves mondiales) et en est le quatorzième producteur.
En juillet 2021, Eletronuclear annonce le résultat de l'appel d'offres pour terminer Angra 3 : un consortium brésilien composé de Ferreira Guedes, Matricial et ADtranz. Eletronuclear espère que la centrale pourra commencer à produire en novembre 2026. Le contrat définitif avec le consortium est signé le 15 février 2022.

#### Éolien

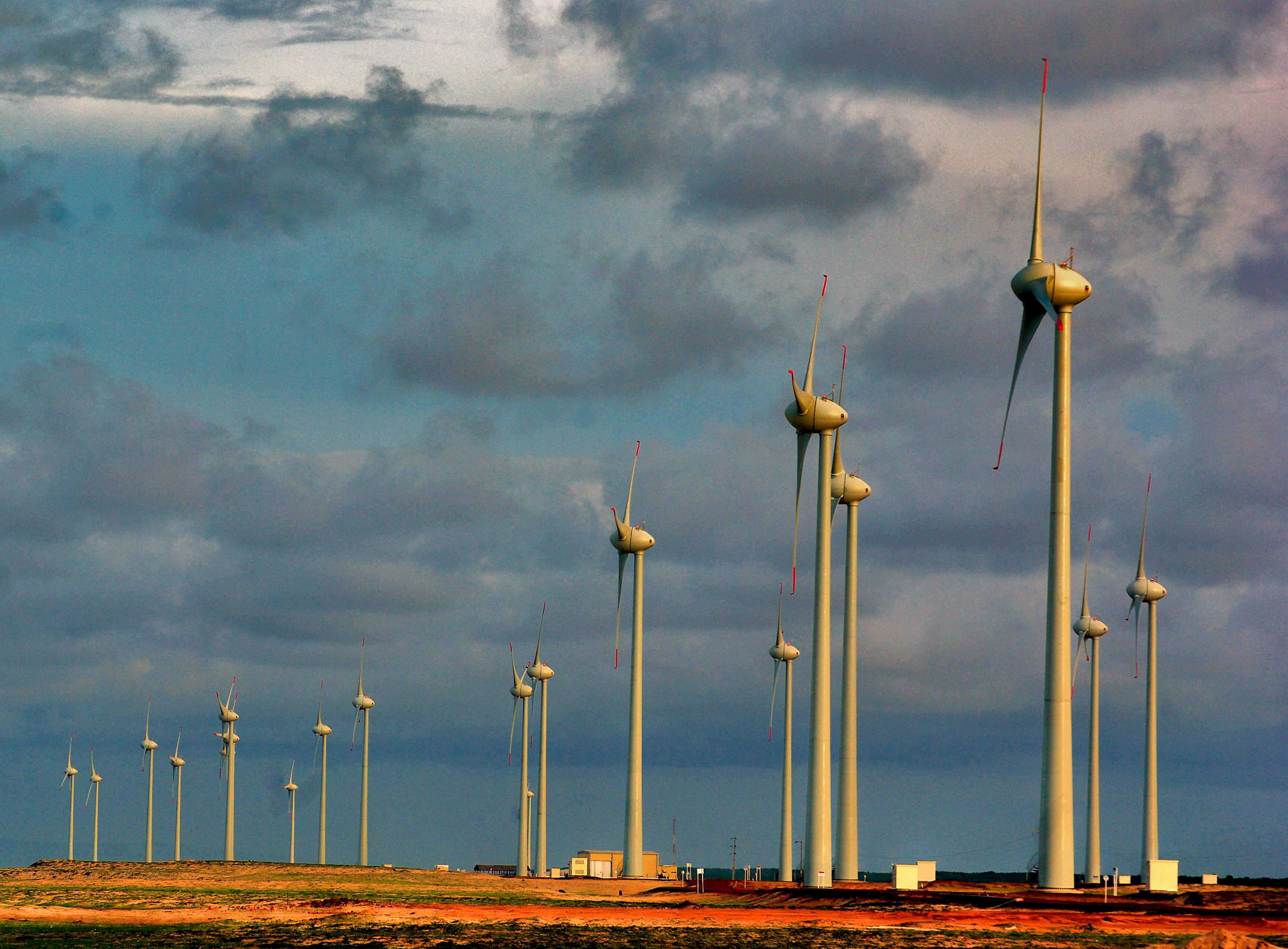
Parc éolien de Parnaíba, dans l'État du Piauí (photo : 2009)

#### Solaire

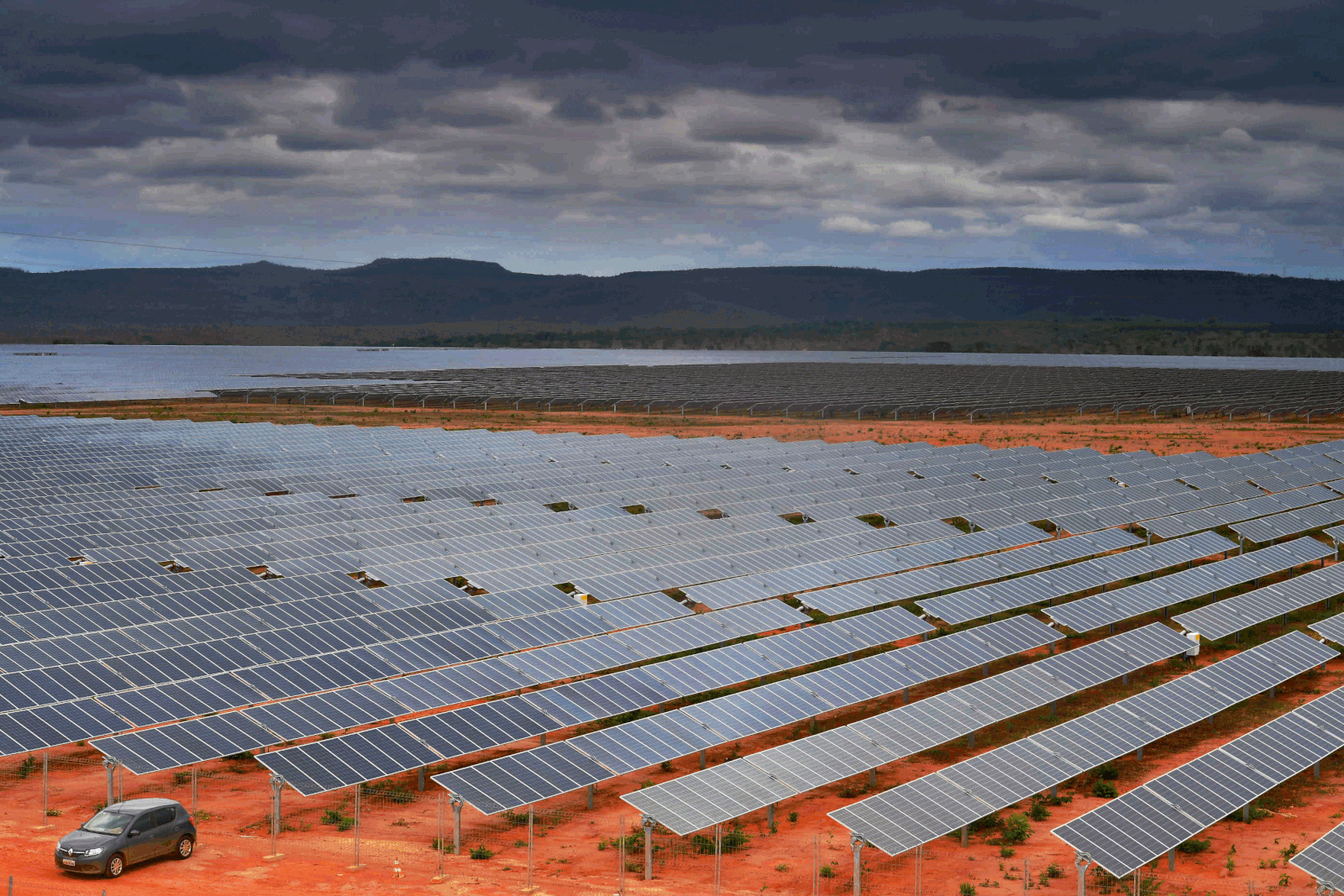
Complexe solaire de Pirapora, le plus grand du Brésil et d'Amérique latine avec 321 MW.

#### Biomasse

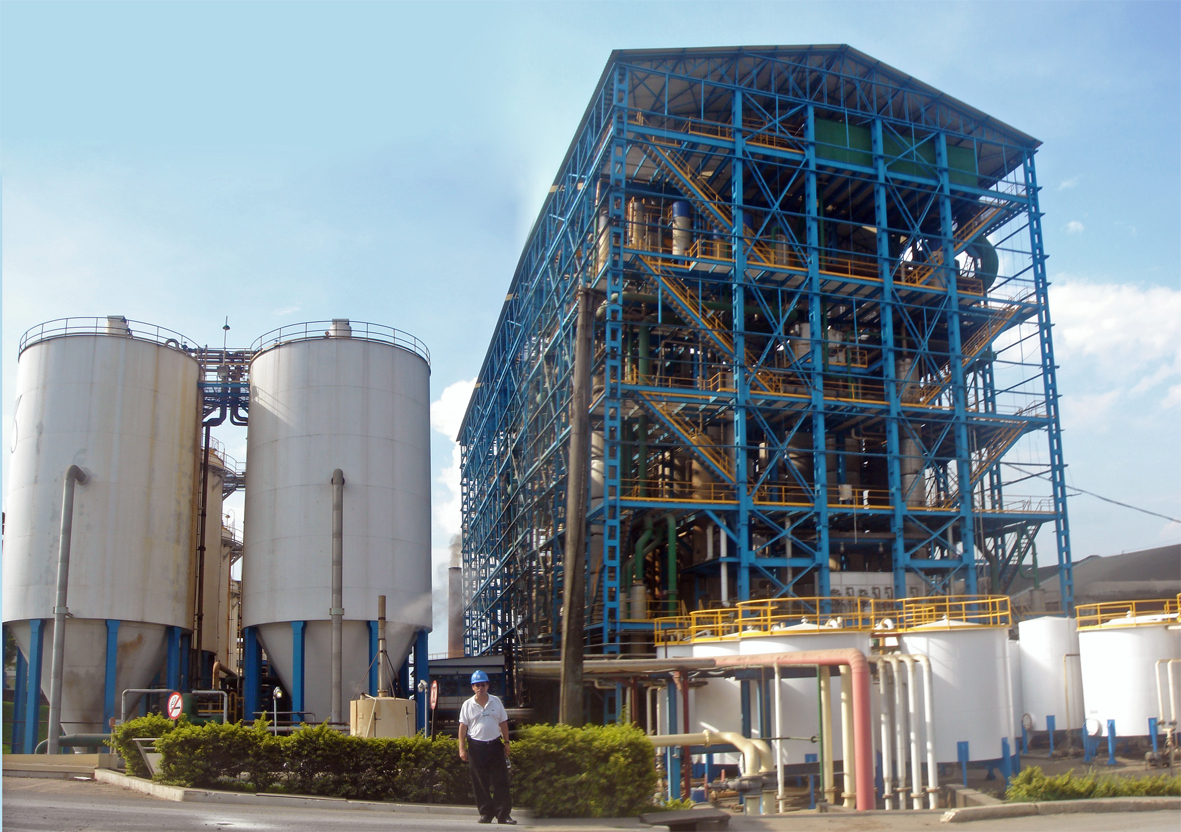
Distillerie d'éthanol à Piracicaba, São Paulo.

En 2023, la production d'électricité à partir de biomasse s'élevait à 57,2 TWh, soit 8,1 % de la production d'électricité du Brésil ; elle a été multipliée par 14,8 en 33 ans. Le Brésil était en 2022 le deuxième producteur mondial avec 8,6 % de la production mondiale, derrière la Chine (181,8 TWh, 28,3 %) et devant les États-Unis (50,4 TWh, 7,9 %).
En 2012, le Brésil est devenu le deuxième producteur mondial d'électricité à partir de biomasse avec 42 TWh, derrière les États-Unis (63,3 TWh), passant devant l'Allemagne (41,4 TWh) ; cette production a progressé de 23,9 % en 2012 ; sur la décennie 2002-2012, cette filière s'est développée très rapidement : +15,2 % par an en moyenne ; elle assure 7,5 % de la production d'électricité du pays, grâce à la biomasse solide qui tire parti des immenses ressources forestières et agricoles du pays ; la bagasse, résidu du traitement de la canne à sucre, est la principale ressource : les 434 usines sucrières du pays fonctionnent toutes en autonomie énergétique, mais seules 20 % (88 unités) commercialisent leur excédent d'électricité sur le marché.

### Transport et distribution
Le transport et la distribution sont gérés sous la forme de la concession ; le secteur est contrôlé par l'Agência Nacional de Energia Elétrica (ANEEL), qui fixe les tarifs. Le transport (lignes de tension supérieure à 230 kV) est réparti entre 77 concessions, exploitant un réseau de plus de 100 000 km.
En janvier 2017, l'entreprise publique chinoise State Grid, gestionnaire du réseau de transport d’électricité chinois, a acquis 54,64 % du capital de CPFL Energia, présent à la fois dans la production d'énergie verte et dans les réseaux de transport et de distribution d'électricité brésiliens ; State Grid contrôlait déjà 10 000 km de lignes électriques au Brésil.
La distribution est dispersée en un grand nombre de compagnies concessionnaires diverses, publiques ou privées ; les 41 plus importantes (desservant 98 % des clients) se sont regroupées dans l'association ABRADEE (Associação Brasileira de Distribuidores de Energia Elétrica), dont les 6 plus importantes, regroupant 44 % des clients, sont :
- CEMIG : 7,46 millions de clients (10,6 % des consommateurs)
- AES Eletropaulo : 6,46 Mc (9,2 %)
- COELBA : 5,2 Mc (7,4 %)
- COPEL : 4 Mc (5,7 %)
- LIGNT : 4 Mc  (5,7 %)
- CPFL Paulista : 3,8 Mc (5,5 %)

Le taux de pertes en ligne est très élevé : 16,5 % en 2011, du fait de l'éloignement entre les grands barrages et les centres de consommation.

### Consommation d'électricité

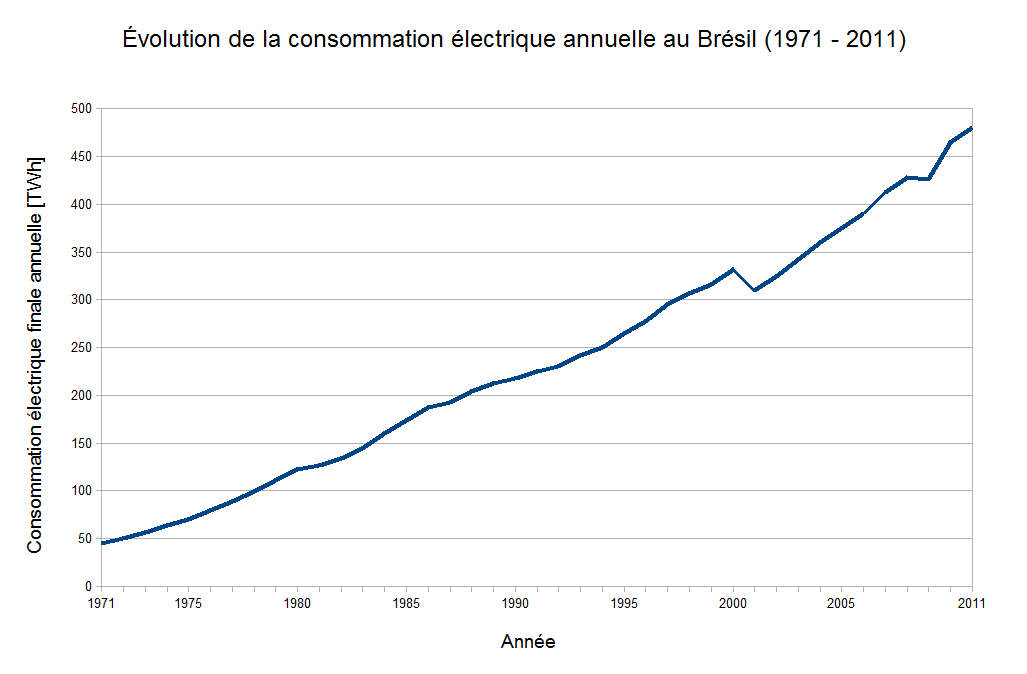
Évolution de la consommation électrique finale annuelle au Brésil entre 1971 et 2011.

La consommation brute d'électricité par habitant s'élevait en 2022 à 2 723 kWh, inférieure de 20,5 % à la moyenne mondiale (3 427 kWh), de 59 % à celle de la France (6 638 kWh) et de 79 % à celle des États-Unis (12 986 kWh).
La consommation finale d'électricité (après déduction des consommations de l'industrie électrique elle-même et des pertes en ligne) a évolué comme suit :
| Filière                                                  | 1990 | %    | 2000  | %    | 2010  | %    | 2020  | %    | 2023  | % 2023 | var. 2023/1990 |
| Industrie                                                | 404  | 53,3 | 528   | 45,7 | 732   | 46,4 | 714   | 38,9 | 808   | 38,7 % | +100 %         |
| Transport                                                | 4    | 0,6  | 4     | 0,4  | 6     | 0,4  | 9     | 0,5  | 8     | 0,4 %  | +88 %          |
| Résidentiel                                              | 175  | 23,1 | 301   | 26,0 | 390   | 24,8 | 536   | 29,2 | 611   | 29,3 % | +249 %         |
| Tertiaire                                                | 151  | 19,9 | 276   | 23,9 | 384   | 24,4 | 459   | 25,0 | 539   | 25,8 % | +257 %         |
| Agriculture                                              | 24   | 3,2  | 46    | 4,0  | 64    | 4,0  | 117   | 6,4  | 122   | 5,8 %  | +407 %         |
| Total                                                    | 759  | 100  | 1 156 | 100  | 1 576 | 100  | 1 836 | 100  | 2 087 | 100 %  | +175 %         |
| Source des données : Agence internationale de l'énergie. |      |      |       |      |       |      |       |      |       |        |                |

À noter une caractéristique originale du Brésil : l'agriculture est le secteur dont la consommation d'électricité a progressé le plus vite depuis 33 ans.

## Impact environnemental

### Émissions de gaz à effet de serre
En 2022, les émissions de gaz à effet de serre (GHG) liées à l'énergie au Brésil s'élevaient à 483 Mt CO2eq, soit 1,3 % des émissions mondiales (38 371 Mt), loin derrière la Chine (29,7 %) et les États-Unis (13,3 %). En 2023, elles atteignaient 489 Mt, en hausse de 0,6 % par rapport à 2022 et de 2,9 % par rapport à 2019 (475 Mt).
|                                                       | 1971  | 1990  | 2023  | var. 2023/1971 | var. 2023/1990 | var.Monde 2022/1990 | part en 2023 |
| Émissions GHG liées à l'énergie                       | 121   | 213   | 489   | +304 %         | +130 %         | +60 %               |              |
| Émissions GHG par combustion de combustibles fossiles | 116,1 | 201,6 | 440,8 | +280 %         | +119 %         | +63,9 %             | 100 %        |
| dont charbon                                          | 6,1   | 27,8  | 55,0  | +802 %         | +98 %          | +82 %               | 12 %         |
| dont pétrole                                          | 82,2  | 152,9 | 305,6 | +272 %         | +100 %         | +32 %               | 69 %         |
| dont gaz naturel                                      | 0,5   | 6,0   | 54,7  | x109           | +812 %         | +103 %              | 12 %         |
| Source : Agence internationale de l'énergie.          |       |       |       |                |                |                     |              |

### Émissions deCO2liées à l'énergie
Selon l'Energy Institute, les émissions de CO2 liées à l'énergie au Brésil s'élevaient en 2024 à 446,7 Mt, soit 1,3 % des émissions mondiales, en baisse de 0,6 % en 202 et de 13,3 % depuis 2014.
Les émissions de CO2 liées à l'énergie par habitant s'élevaient en 2023 à 1,92 t (comme en 2022), inférieures de 55 % à la moyenne mondiale : 4,29 t CO2/hab, de 50 % aux émissions de la France : 3,83 t, de 74 % à celles de la Chine : 7,50 t, et de 86 % à celles des États-Unis : 13,53 t.
|                            | 1971 | 1990 | 2023 | var. 2023/1971 | var. 2023/1990 | var.Monde 2022/1990 |
| Émissions/habitant (t CO2) | 0,89 | 1,23 | 1,92 | +116 %         | +56 %          | +10,6 %             |

| | Émissions 2022      | part du secteur | Émissions/habitant | Émiss./hab. UE-27 |
| Secteur | Millions tonnes CO2 | %               | tonnes CO2/hab.    | tonnes CO2/hab.   |
| Secteur énergie hors élec. | 23,6                | 5,7 %           | 0,11               | 0,37              |
| Industrie et construction | 108,2               | 26,1 %          | 0,50               | 1,42              |
| Transport | 212,8               | 51,4 %          | 0,99               | 1,78              |
| dont transport routier | 194,6               | 47,0 %          | 0,90               | 1,66              |
| Résidentiel | 31,5                | 7,6 %           | 0,15               | 1,14              |
| Tertiaire | 14,8                | 3,6 %           | 0,07               | 0,73              |
| Total | 413,9               | 100 %           | 1,92               | 5,61              |
| Source : Agence internationale de l'énergie * après ré-allocation des émissions de la production d'électricité et de chaleur aux secteurs de consommation. |                     |                 |                    |                   |

Dans le cadre de la préparation de la COP21, le Brésil s'est engagé, le 27 septembre 2015, à réduire ses émissions de 37 % d’ici 2025 et de 43 % en 2030.

### Autres atteintes à l'environnement
Les fuites de pétrole n'épargnent pas le Brésil : en novembre 2011, une fuite sur le gisement offshore de Frade (Chevron) a causé une marée noire de plus de 400 000 litres de pétrole.
Les barrages hydroélectriques ont été accusés, comme partout, pour leur impact environnemental :
- le barrage d'Itaipu a noyé une surface de près de 1 500 km2 de forêts et terres agricoles, et a fait disparaitre la cascade des Sept Chutes, en portugais : Salto de Sete Quedas, la plus grande chute d'eau (en volume) de la planète. Elle a engendré le déplacement de 42 444 personnes dont 38 440 agriculteurs.
- des études portant sur le barrage du Tucurui en Amazonie (2 430 km2) montre que ses émissions de gaz à effet de serre (1995 à 2000) dues au pourrissement des végétaux noyés seraient comparables, à puissance et productions égales, aux moyens de générations utilisant du combustible fossile ; cependant, les plaines amazoniennes inondées naturellement en produisent aussi de grandes quantités ; l'effet net du barrage est difficile à évaluer[63].
- le projet de barrage de Belo Monte est vivement critiqué par les populations autochtones et de nombreuses organisations environnementales au Brésil. Le barrage inonderait une surface d'environ 500 km2 (contre 1 200 km2 dans le projet initial des années 1970)[64] et il aurait un impact considérable sur l'environnement, entraînant une réduction importante de la biodiversité et la disparition d'espèces rares. Près de 20 000 personnes seraient déplacées, en grande majorité des Indiens de la tribu des Kayapos. En réponse à ces critiques, le gouvernement prévoit d'investir 1,2 milliard USD afin de réduire les impacts négatifs du projet[65].